# Filmografia della Edison
1890 - 1891 - 1892 - 1893 - 1894 - 1895 - 1896 - 1897 - 1898 - 1899 - 1900 - 1901 - 1902 - 1903 - 1904 - 1905 - 1906 - 1907 - 1908 - 1909 - 1910 - 1911 - 1912 - 1913 - 1914 - 1915 - 1916 - 1917 - 1918 - 1919 -
La filmografia è basata su IMDb 

## 1890
- Monkeyshines, No. 1 – cortometraggio (1890)
- Monkeyshines, No. 2
- Monkeyshines, No. 3

## 1891
- Newark Athlete, regia di William K.L. Dickson – cortometraggio (1891)
- Monkey and Another, Boxing
- Men Boxing
- Duncan Smoking
- Duncan or Devonald with Muslin Cloud
- Duncan and Another, Blacksmith Shop
- Dickson Greeting

## 1892
- Wrestling
- Man on Parallel Bars
- Fencing
- Boxing
- A Hand Shake

## 1893
- Horse Shoeing
- Blacksmith Scene, regia di William K. L. Dickson – cortometraggio (1893)

## 1894
- Wrestling Match
- Wonderful Performing Dog
- Whirlwind Gun Spinning
- Walton and Slavin No. 1
- Walton and Slavin No. 2
- Walton and Slavin No. 3
- Walton and Slavin No. 4
- Unsuccessful Somersault
- Trapeze
- Trained Bears
- Toyou Kichi
- The Wrestling Dog
- The Pickaninny Dance, from the 'Passing Show'
- The Hornbacker-Murphy Fight
- The Cock Fight
- The Carnival Dance
- The Boxing Cats (Prof. Welton's) – cortometraggio (1894)
- The Barbershop
- Sword Combat
- Summersault Dog
- Sioux Ghost Dance, regia di William K.L. Dickson – cortometraggio (1894)
- Sheik Hadji Tahar
- Sandow No. 2
- Sandow No. 3
- Ruth Dennis,  regia di William K.L. Dickson (1894)
- Rats and Weasel
- Rats and Terrier No. 2
- Rats and Terrier No. 3
- Rat Killing
- Oriental Dance
- Organ Grinder, No. 1
- Organ Grinder, No. 2
- Mlle. Capitaine
- Miss Lucy Murray
- Men on Parallel Bars
- May Lucas
- Luis Martinetti, Contortionist
- Leonard-Cushing Fight
- Lasso Exhibition
- Lady Fencers (With Foils)
- Lady Fencers (With Broadswords)
- Imperial Japanese Dance
- Human Pyramid
- Highland Dance
- Hadj Cheriff
- Glenroy Brothers (Comic Boxing)
- Glenroy Bros., No. 2
- French Dancers
- Fred Ott Holding a Bird
- Fancy Club Swinger
- Edison Employee Picnic
- Dogs Fighting
- Dickson Experimental Sound Film, regia di William K.L. Dickson – cortometraggio (1894)
- Dance du Ventre
- Cupid's Dance
- Corbett and Courtney Before the Kinetograph, regia di William K.L. Dickson – cortometraggio (1894)
- Cock Fight, No. 2
- Carmencita,  regia di William K.L. Dickson (1894)
- Caicedo (with Spurs)
- Caicedo (with Pole)
- Buffalo Dance, regia di William K.L. Dickson – documentario, cortometraggio (1894)
- Buffalo Bill
- Bucking Broncho
- Boxing Match
- Boxing
- Bertoldi (Table Contortion)
- Bertoldi (Mouth Support)
- Band Drill
- Babies in High Chairs
- Athlete with Wand
- Armand D'Ary
- Annie Oakley
- Annabelle Sun Dance
- Annabelle Butterfly Dance
- Amateur Gymnast, No. 2
- Alleni's Boxing Monkeys
- A Bar Room Scene
- Edison Kinetoscopic Record of a Sneeze, regia di William Kennedy e Laurie Dickson – cortometraggio (1894)
- Souvenir Strip of the Edison Kinetoscope
- Mexican Knife Duel
- Lasso Thrower
- Topack and Steele
- The Widder
- Fire Rescue Scene
- Finale of 1st Act, Hoyt's 'Milk White Flag'
- Dance

## 1895
- Young Weimer
- Umbrella Dance
- Trilby Hypnotic Scene
- Trilby Death Scene
- Trilby Dance
- The Gay Brothers
- Silver Dance
- Short Stick Dance
- Rob Roy, regia di William K.L. Dickson (1895)
- Robetta and Doretto, No. 3
- Rescue of Capt. John Smith by Pocahontas
- Quartette, regia di William Heise o William Kennedy Laurie Dickson – cortometraggio (1895)
- Professor Attilla
- Princess Ali
- Paddle Dance
- Opera Scene
- New Blacksmith Shop
- New Bar Room
- New Barber's Shop
- Muscle Dance
- John W. Wilson and Bertha Waring
- Joan of Arc, regia di Alfred Clark – cortometraggio (1895)
- James Grundy, Cake Walk
- James Grundy, Buck and Wing
- Indian Scalping Scene
- Hindoostan Fakir and Cotta Dwarf
- Grundy and Frint
- Grotesque Tumbling
- Gladiatorial Combat
- Fan Dance
- Elsie Jones, No. 2
- Duel Between Two Historical Characters
- Dance of Rejoicing
- Cyclone Dance
- Chinese Laundry Scene
- Billy Edwards and the Unknown
- Attilla No. 2
- Annabelle Serpentine Dance, regia di William K.L. Dickson e William Heise – cortometraggio (1895)
- A Frontier Scene
- Dr. Colton or Dentist Scene
- The Rixfords, No. 1
- The Rixfords, No. 2
- Robetta and Doretto, No. 1
- Elsie Jones
- The Execution of Mary, Queen of Scots, regia di Alfred Clark – cortometraggio (1895)

## 1896
- Watermelon Contest
- The Kiss, regia di William Heise – cortometraggio (1896)
- American Falls from Bottom of Canadian Shore

## 1897
- Wild Bear in Yellowstone Park
- Fast Mail, Northern Pacific Railroad

## 1898
- U.S. Battleship 'Oregon'
- Burglar in the Bed Chamber

## 1899
- Troops at Evacuation of Havana
- Trial Race, 'Columbia' and 'Defender'
- Trial Race, 'Columbia' and 'Defender,' No. 2
- 'Columbia' Winning the Cup, regia di J. Stuart Blackton e Albert E. Smith – documentario, cortometraggio (1899)
- Tourists Going Round Yellowstone Park
- A Visit to the Spiritualist
- A Wringing Good Joke, regia di James H. White – cortometraggio (1899)

## 1900
- Why Mrs. Jones Got a Divorce

## 1901
- View of the Midway – documentario, cortometraggio (1901)
- The Tramp's Unexpected Skate, regia di Edwin S. Porter – cortometraggio (1901)
- The Old Maid in the Horsecar, regia di Edwin S. Porter – cortometraggio (1901)
- President McKinley's Funeral Cortege at Washington, D.C. – documentario, cortometraggio (1901)
- President McKinley's Funeral Cortege at Buffalo, New York – documentario, cortometraggio (1901)
- President McKinley Leaving the White House for the Capitol – documentario, cortometraggio (1901)
- Panoramic View, Lower Kicking Horse Valley – documentario, cortometraggio (1901)
- Ostrich Farms at Pasadena, regia di James H. White – documentario, cortometraggio (1901)
- Mysterious Cafe, or Mr. and Mrs. Spoopendyke Have Troubles with a Waiter, regia di J. Stuart Blackton, Albert E. Smith – cortometraggio (1901)
- Mob Inside the Temple of Music at the Pan-American Exposition – documentario, cortometraggio (1901)
- Love in a Hammock, regia di James H. White – cortometraggio (1901)
- Life Rescue at Long Branch – documentario, cortometraggio (1901)
- High Diving Scene – documentario, cortometraggio (1901)
- Funeral Leaving the President's House and Church at Canton, Ohio– documentario, news, cortometraggio (1901)
- Fire Department of Albany, N.Y. – documentario, cortometraggio (1901)
- Day at the Circus, regia di Edwin S. Porter – documentario, cortometraggio (1901)
- Complete Funeral Cortege at Canton, Ohio – documentario, cortometraggio (1901)
- Aunt Sallie's Wonderful Bustle – cortometraggio (1901)
- Arrival of McKinley's Funeral Train at Canton, Ohio – documentario, cortometraggio (1901)
- Terrible Teddy, the Grizzly King, regia di Edwin S. Porter – cortometraggio (1901)
- Ice-Boat Racing at Redbank, N.J. – documentario, cortometraggio (1901)
- The Finish of Bridget McKeen, regia di Edwin S. Porter – cortometraggio (1901)
- Follow the Leader – cortometraggio (1901)
- A Joke on Grandma – cortometraggio (1901)
- Why Mr. Nation Wants a Divorce, regia di Edwin S. Porter – cortometraggio (1901)
- The Old Maid Having Her Picture Taken, regia di George S. Fleming, Edwin S. Porter – cortometraggio (1901)
- President McKinley Taking the Oath – documentario, news, cortometraggio (1901)
- President McKinley and Escort Going to the Capitol – documentario, news, cortometraggio (1901)
- Kansas Saloon Smashers, regia di Edwin S. Porter – cortometraggio (1901)
- The Donkey Party, regia di Edwin S. Porter – cortometraggio (1901)
- Montreal Fire Department on Runners – documentario, cortometraggio (1901)
- Love by the Light of the Moon, regia di Edwin S. Porter – cortometraggio (1901)
- The Automatic Weather Prophet, regia di Edwin S. Porter – cortometraggio (1901)
- Happy Hooligan Surprised, regia di Edwin S. Porter – cortometraggio (1901)
- Happy Hooligan April-Fooled, regia di Edwin S. Porter – cortometraggio (1901)
- The Tramp's Dream – cortometraggio (1901)
- The Gordon Sisters Boxing – documentario, cortometraggio (1901)
- Pie, Tramp and the Bulldog, regia di Edwin S. Porter – cortometraggio (1901)
- Laura Comstock's Bag-Punching Dog, regia di Edwin S. Porter – cortometraggio (1901)
- Washing Gold on 20 Above Hunker, Klondike, regia di Thomas Crahan – cortometraggio (1901)
- Upper Falls of the Yellowstone – documentario, cortometraggio (1901)
- Rocking Gold in the Klondike, regia di Thomas Crahan – documentario, cortometraggio (1901)
- Miles Canyon Tramway, regia di Thomas Crahan – documentario, cortometraggio (1901)
- Another Job for the Undertaker, regia di Edwin S. Porter – cortometraggio (1901)
- The Tramp's Strategy That Failed, regia di Edwin S. Porter – cortometraggio (1901)
- Riverside Geyser, Yellowstone Park – documentario, cortometraggio (1901)
- Panoramic View of the White Pass Railroad, regia di Thomas Crahan – documentario, cortometraggio (1901)
- Packers on the Trail, regia di Thomas Crahan – documentario, cortometraggio (1901)
- Old Faithful Geyser – documentario, cortometraggio (1901)
- How the Dutch Beat the Irish, regia di Edwin S. Porter – cortometraggio (1901)
- Fun in a Butcher Shop – cortometraggio (1901)
- Panoramic View of the Temple of Music and Esplanade – documentario, cortometraggio (1901)
- Opening of the Pan-American Exposition Showing Vice President Roosevelt Leading the Procession, regia di James H. White – documentario, cortometraggio (1901)
- Launching of the New Battleship 'Ohio' at San Francisco, Cal. When President McKinley Was There – documentario, cortometraggio (1901)
- Cornell-Columbia-University of Pennsylvania Boat Race at Ithaca, N.Y., Showing Lehigh Valley Observation Train – documentario, cortometraggio (1901)
- Circular Panorama of the Esplanade with the Electric Tower in the Background – documentario, cortometraggio (1901)
- Circular Panorama of the Electric Tower and Pond – documentario, cortometraggio (1901)
- Circular Panorama of the Base of the Electric Tower, Ending Looking Down the Mall – documentario, cortometraggio (1901)
- A Trip Around the Pan-American Exposition – documentario, cortometraggio (1901)
- Why Bridget Stopped Drinking – cortometraggio (1901)
- Washing Down Decks – documentario, cortometraggio (1901)
- Two Old Cronies – cortometraggio (1901)
- Training a Horse to Jump Hurdles – documentario, cortometraggio (1901)
- Three of a Kind; or, The Pirate's Dream – cortometraggio (1901)
- The Tramp's Miraculous Escape – cortometraggio (1901)
- The Tough Dance – documentario, cortometraggio (1901)
- The Reversing Sign Painter – cortometraggio (1901)
- The Ragtime Waltz – documentario, cortometraggio (1901)
- The Photographer's Mishap – cortometraggio (1901)
- The Mischievous Clerks; or, How the Office Was Wrecked – cortometraggio (1901)
- The Mechanical Doll
- The Hayseed's Experience at Washington Monument – cortometraggio (1901)
- The Funeral Arriving at Hyde Park – documentario, cortometraggio (1901)
- The Fox Hunt – documentario, cortometraggio (1901)
- The Fisherman and the Bathers – cortometraggio (1901)
- The Fire Department of Chelsea, Mass. – documentario, cortometraggio (1901)
- The Finish of Michael Casey; or, Blasting Rocks in Harlem – cortometraggio (1901)
- The Falling Walls at the Tarrant Explosion – documentario, cortometraggio (1901)
- The Esquimaux Village
- The Educated Chimpanzee
- The Cragg Family – documentario, cortometraggio (1901)
- The Bowery Kiss
- The Boston Fire Boat in Action – documentario, cortometraggio (1901)
- The Assembly in the Indian Village – documentario, cortometraggio (1901)
- Such a Headache, regia di J. Stuart Blackton – cortometraggio (1901)
- Street Scene in Pekin
- Stage Coach Hold-Up in the Days of '49 – cortometraggio (1901)
- Snowballing Scene in Halifax – documentario, cortometraggio (1901)
- Shooting the Chutes at Providence, Rhode Island – documentario, cortometraggio (1901)
- Searching the Ruins of the Tarrant Fire – documentario, cortometraggio (1901)
- Scene in Legation Street, Shanghai – documentario, cortometraggio (1901)
- Royal Exchange, London, England, regia di James H. White – documentario, cortometraggio (1901)
- Royal Artillery and English Sailors Marching Through Hyde Park – documentario, cortometraggio (1901)
- Red Cross of the German Army on the Battlefield, regia di Eberhard Schneider  – cortometraggio (1901)
- Piccadilly Circus, London, England – documentario, cortometraggio (1901)
- Parade on the Speedway – documentario, cortometraggio (1901)
- Panoramic View of the White House, Washington, D.C., regia di James H. White – documentario, cortometraggio (1901)
- Panoramic View of the Capitol, Washington, D.C., regia di James H. White – documentario, cortometraggio (1901)
- Panoramic View of the Bay of Fundy – documentario, cortometraggio (1901)
- Panorama of Brooklyn Bridge, River Front, and Tall Buildings from the East River – documentario, cortometraggio (1901)
- Opening of Bismarck's Museum, regia di Eberhard Schneider – documentario, cortometraggio (1901)
- New York Sky-Line from the North River – documentario, cortometraggio (1901)
- New York Sky-Line from East River and Battery – documentario, cortometraggio (1901)
- Miniature Railway – cortometraggio (1901)
- Massacre at Constantinople – cortometraggio (1901)
- Market Day in Breslau, Germany, regia di Eberhard Schneider – documentario, cortometraggio (1901)
- Love's Ardor Suddenly Cooled – cortometraggio (1901)
- London Fire Department – documentario, cortometraggio (1901)
- Jumping Hurdles
- Japanese Village
- How the Professor Fooled the Burglars – cortometraggio (1901)
- Hooligan Visits Central Park, regia di J. Stuart Blackton, Albert E. Smith – cortometraggio (1901)
- Hooligan Takes His Annual Bath, regia di J. Stuart Blackton, Albert E. Smith – cortometraggio (1901)
- Hooligan's Narrow Escape, regia di J. Stuart Blackton, Albert E. Smith – cortometraggio (1901)
- Hooligan Causes a Sensation, regia di J. Stuart Blackton, Albert E. Smith – cortometraggio (1901)
- Hooligan at the Seashore, regia di J. Stuart Blackton, Albert E. Smith – cortometraggio (1901)
- Hooligan and the Summer Girls, regia di J. Stuart Blackton, Albert E. Smith
- Hockey Match on the Ice at Montreal, Canada – documentario, cortometraggio (1901)
- Happy Hooligan Has Troubles with the Cook, regia di J. Stuart Blackton, Albert E. Smith – cortometraggio (1901)
- Great Waterfall of the Rhein at Schaffhausen, Switzerland, regia di Eberhard Schneider – documentario, cortometraggio (1901)
- Great Newark Fire – documentario, cortometraggio (1901)
- Great Corpus Christi Procession in Breslau, regia di Eberhard Schneider – documentario, cortometraggio (1901)
- Great Cavalry Charge – documentario, cortometraggio (1901)
- Girl's Frolic at the Lake – cortometraggio (1901)
- Fun in a Chinese Laundry
- Flip-Flap Railway – documentario, cortometraggio (1901)
- Firemen Fighting the Tarrant Fire – documentario, cortometraggio (1901)
- Fireman Rescuing Men and Women – documentario, cortometraggio (1901)
- Fire Drills at Breslau, Germany, regia di Eberhard Schneider – documentario, cortometraggio (1901)
- Fire Dance
- Feeding the Pigeons
- Edward VII, King of England - news, cortometraggio (1901)
- Duel in the Snow – cortometraggio (1901)
- Circular Panorama of the Midway – documentario, cortometraggio (1901)
- Circular Panorama of the Esplanade and Forecourt – documentario, cortometraggio (1901)
- Circular Panorama of the American Falls, regia di James H. White – documentario, cortometraggio (1901)
- Circular Panorama of Niagara Falls, regia di James H. White – documentario, cortometraggio (1901)
- Circular Panorama of Mauch Chunk, Penna., regia di James H. White – documentario, cortometraggio (1901)
- Circular Panorama of Atlantic City, N.J., regia di James H. White – documentario, cortometraggio (1901)
- Burro Pack Train on Main Street, Dawson City – documentario, cortometraggio (1901)
- Breslau Fire Department in Action, regia di Eberhard Schneider – documentario, cortometraggio (1901)
- Baby's Meal – documentario, cortometraggio (1901)
- A Wagon Load of Babies (1901) – documentario, cortometraggio (1901)
- A Rough Day on the Ocean – documentario, cortometraggio (1901)
- A Quick Hitch – documentario, cortometraggio (1901)
- Ammunition Wagons Arriving on the Battlefield – documentario, cortometraggio (1901)
- American Falls from Top of Canadian Shore – documentario, cortometraggio (1901)
- A German Cuirassier Regiment, regia di Eberhard Schneider – documentario, cortometraggio (1901)
- A Composite Picture of the Principal Buildings in Washington, D.C., regia di James H. White – cortometraggio (1901)
- What Happened on Twenty-third Street, New York City, regia di George S. Fleming (non accreditato) e Edwin S. Porter – cortometraggio (1901)
- 'Weary Willie' and the Gardener, regia di Edwin S. Porter – cortometraggio (1901)
- The Tramp and the Nursing Bottle – cortometraggio (1901)
- The Reversible Divers , regia di Edwin S. Porter – cortometraggio (1901)
- The Farmer and the Bad Boys, regia di Edwin S. Porter – cortometraggio (1901)
- The Bad Boy's Joke on the Nurse – cortometraggio (1901)
- The 'Abbot' and 'Cresceus' Race – documentario, cortometraggio (1901)
- Tally-Ho Departing for the Races – cortometraggio (1901)
- Execution of Czolgosz with Panorama of Auburn Prison, regia di Edwin S. Porter  – cortometraggio (1901)
- Ascending Mt. Low, California – documentario, cortometraggio (1901)

## 1902
- Uncle Josh at the Moving Picture Show, regia di Edwin S. Porter – cortometraggio (1902)
- Jack and the Beanstalk, regia di George S. Fleming e Edwin S. Porter – cortometraggio (1902)
- Broncho Busting Scene, Championship of the World

## 1903
- White Wings on Review, regia di Edwin S. Porter – documentario, cortometraggio (1903)
- Following the Hounds – documentario, cortometraggio (1903)
- The Messenger Boy's Mistake, regia di Edwin S. Porter – cortometraggio (1903)
- Buster's Joke on Papa

## 1904
- Treloar and Miss Marshall, Prize Winners at the Physical Culture Show in Madison Square Garden – documentario, cortometraggio (1904)
- Spook Minstrels – cortometraggio (1904)
- Sliding Down Ice Mound at Niagara Falls – documentario, cortometraggio (1904)
- San Francisco Chinese Funeral (1904)
- Rector's to Claremont, regia di Edwin S. Porter (1904)
- Nautical Tournament (1904)
- Maniac Chase, regia di Edwin S. Porter (1904)
- Lion and Lioness (1904)
- Lerfoss Waterfall (1904)
- Labor Day Parade
- Japanese Flag Dance (1904)
- Atlantic City Floral Parade
- Cohen's Advertising Scheme – cortometraggio (1904)
- Buster and Tige Put a Balloon Vendor Out of Business
- Japs Loading and Firing a Gun on Battleship 'Asama'
- The Living Picture
- Herding Polo Ponies and Polo Game
- War Canoe Race
- A Brush Between Cowboys and Indians
- Two Bad Boys in Church
- Peeping Frenchman at the German Bathhouse
- Launching the Lifeboat
- Easter Flower Parade in Bois de Boulogne, Paris
- Boxing Horses Luna Park, Coney Island
- How a French Nobleman Got a Wife Through the 'New York Herald' Personal Columns
- Old Maid's Flirtation
- Opening Ceremonies, New York Subway, October 27, 1904
- Polar Bears at Play with Cubs

## 1905
- Traction Engine (1905)
- The Seven Ages, regia di Edwin S. Porter – cortometraggio (1905)
- The Whole Dam Family and the Dam Dog, regia di Edwin S. Porter – cortometraggio (1905)
- Torpedo Boats Manoeuvering (1905)
- The Night Before Christmas, regia di Edwin S. Porter – cortometraggio (1905)

## 1906
- Yale Harvard Boat Race, New London, Conn. 1906 – documentario, cortometraggio (1908)
- Humuula Sheep Ranch – documentario, cortometraggio (1908)
- Whirlpool Rapids
- Horseshoe Falls from Canadian Side, Niagara Falls, N.Y. – documentario, cortometraggio (1908)
- Horseshoe Falls from American Side, Niagara Falls, N.Y. – documentario, cortometraggio (1908)
- Cave of the Winds
- A Trip on the 'Maid in the Mist', Niagara Falls, N.Y.
- A Trip on the 'Chippewa', Niagara Falls, N.Y.
- American Falls from Goat Island, Niagara Falls, N.Y.
- American Falls from Canadian Side, Niagara Falls, N.Y.

## 1907
- Scene at 'The Oaks', Portland, Oregon (1907)
- Poor John, regia di Edwin S. Porter – cortometraggio (1907)
- Launching of the Salem in the Fore River Shipyards, Quincy, Mass. July 27, 1907 (1907)
- Daniel Boone, regia di Wallace McCutcheon e Edwin S. Porter – cortometraggio (1907)
- Water Buffalo Wallowing, Hawaiian Islands – documentario, cortometraggio (1907)
- The 'Float', Waikiki, Honolulu, Hawaiian Islands – documentario, cortometraggio (1907)
- Surf Scene, Laupahoihoi, Hawaiian Islands – documentario, cortometraggio (1907)
- Surf Board Riders, Waikiki, Honolulu, H.I. – documentario, cortometraggio (1907)
- S.S. 'Kinau' Landing Passengers, Laupahoihoi, H.I. – documentario, cortometraggio (1907)
- Snapshots, Hawaiian Islands – documentario, cortometraggio (1907)
- Shipping Cattle, Hawaihae, Hawaiian Islands – documentario, cortometraggio (1907)
- Scenes on a Sugar Plantation, Hawaiian Islands – documentario, cortometraggio (1907)
- Loading Sugar, Kahului, Maui, H.I. – documentario, cortometraggio (1907)
- Panorama from Columbus Point of Atlantic Entrance to the Canal – documentario, cortometraggio (1907)
- Fire Run, Colon Fire Department Under Cocoanut Tree – documentario, cortometraggio (1907)
- College Chums, regia di Edwin S. Porter -cortometraggio (1907)
- Laughing Gas, regia di Edwin S. Porter -cortometraggio (1907)
- A Little Girl Who Did Not Believe in Santa Claus, regia di J. Searle Dawley e Edwin S. Porter – cortometraggio (1907)

## 1908
- The Life of an American Cowboy, regia di Edwin S. Porter – cortometraggio (1908)
- A Suburbanite's Ingenious Alarm, regia di J. Searle Dawley, Edwin S. Porter (1908) – cortometraggio
- Rescued from an Eagle's Nest, regia di J. Searle Dawley – cortometraggio (1908)
- Fireside Reminiscences, regia di J. Searle Dawley e Edwin S. Porter – cortometraggio (1908)
- A Yankee Man-o-Warsman's Fight for Love, regia di Edwin S. Porter – cortometraggio (1908)
- A Sculptor's Welsh Rabbit Dream – cortometraggio (1908)
- Cupid's Pranks, regia di J. Searle Dawley – cortometraggio (1908)
- Playmates – cortometraggio (1908)
- Nellie, the Pretty Typewriter, regia di Edwin S. Porter – cortometraggio (1908)
- Stage Memories of an Old Theatrical Trunk – cortometraggio (1908)
- Animated Snowballs, regia di Edwin S. Porter – cortometraggio (1908)
- A Country Girl's Seminary Life and Experiences – cortometraggio (1908)
- Tale the Autumn Leaves Told, regia di Edwin S. Porter – cortometraggio (1908)
- The Cowboy and the Schoolmarm – cortometraggio (1908)
- Nero and the Burning of Rome, regia di Edwin S. Porter (1908) – cortometraggio (1908)
- The Merry Widow Waltz Craze, regia di Edwin S. Porter – cortometraggio (1908)  (1908)
- Bridal Couple Dodging Cameras – cortometraggio (1908)  (1908)
- The Gentleman Burglar, regia di Edwin S. Porter (1908)
- The Painter's Revenge, regia di Edwin S. Porter – cortometraggio (1908)
- Curious Mr. Curio, regia di Edwin S. Porter – cortometraggio (1908)
- 'June Bug' Aeroplane – cortometraggio (1908)
- Skinner's Finish, regia di Edwin S. Porter – cortometraggio (1908)
- The Blue and the Gray; or, The Days of '61, regia di Edwin S. Porter – cortometraggio (1908)
- Honesty Is the Best Policy, regia di Edwin S. Porter – cortometraggio (1908)
- Love Will Find a Way, regia di Edwin S. Porter – cortometraggio (1908)
- Pioneers Crossing the Plains in '49 – cortometraggio (1908)
- The Little Coxswain of the Varsity Eight – cortometraggio (1908)
- The Boston Tea Party, regia di Edwin S. Porter – cortometraggio (1908)
- The Face on the Bar-Room Floor, regia di Edwin S. Porter – cortometraggio (1908)
- Fly Paper (1908)
- A Dumb Hero, regia di Edwin S. Porter (1908)
- Tales the Searchlight Told, regia di Edwin S. Porter (1908)
- Life's a Game of Cards, regia di Edwin S. Porter (1908)
- When Ruben Comes to Town, regia di Edwin S. Porter (1908)
- Aeroplane Flights by Henry Farman, Coney Island, N.Y., U.S.A.
- Romance of a War Nurse, regia di Edwin S. Porter (1908)
- Heard Over the Phone (1908)
- A Comedy in Black and White  (1908)
- Heard Over the Phone (1908)
- A Comedy in Black and White (1908)
- The Devil, regia di Edwin S. Porter (1908)
- Wifey's Strategy, regia di Edwin S. Porter (1908)
- The Leprechaun: An Irish Fairy Story, regia di Edwin S. Porter (1908)
- Buying a Title, regia di Edwin S. Porter (1908)
- Pocahontas: A Child of the Forest (1908)
- Ten Pickaninnies (1908)
- Sandy McPherson's Quiet Fishing Trip (1908)
- The Lover's Guide, regia di Edwin S. Porter (1908)
- A Voice from the Dead, regia di Edwin S. Porter (1908)
- The Bridge of Sighs, regia di Edwin S. Porter (1908)
- L'oro nascosto (Ex-Convict No. 900), regia di Edwin S. Porter (1908)
- Minstrel Mishaps; or, Late for Rehearsal  (1908)
- A Fool for Luck; or, Nearly a Policeman, regia di Edwin S. Porter (1908)
- The Army of Two (An Incident During the American Revolution)
- A Football Warrior, regia di Edwin S. Porter (1908)
- Saved by Love, regia di Edwin S. Porter (1908)
- The Jester, regia di Edwin S. Porter (1908)
- The Lovers' Telegraphic Code, regia di Edwin S. Porter (1908)
- She, regia di Edwin S. Porter (1908)
- The New Stenographer, regia di Bannister Merwin (1908)
- Colonial Virginia: Historical Scenes and Incidents Connected with the Founding of Jamestown, Virginia  (1908)
- The Lady or the Tiger, regia di Edwin S. Porter (1908)
- The King's Pardon (1908)
- Lord Feathertop, regia di Edwin S. Porter (1908)
- The Old Maids' Temperance Club (1908)
- Miss Sherlock Holmes, regia di Edwin S. Porter (1908)
- The Tale the Ticker Told, regia di Edwin S. Porter (1908)
- The Angel Child, regia di Edwin S. Porter (1908)
- Cocoa Industry, Trinidad, British West Indies (1908)
- A Street Waif's Christmas, regia di Edwin S. Porter (1908)
- An Unexpected Santa Claus, regia di Edwin S. Porter (1908)
- Turning Over a New Leaf, regia di Edwin S. Porter (1908)
- The Lost New Year's Dinner, regia di Edwin S. Porter (1908)

## 1909
- A Persistent Suitor – cortometraggio (1909)
- Under Northern Skies – cortometraggio (1909)
- The Worm Will Turn – cortometraggio (1909)
- Where Is My Wandering Boy Tonight?, regia di Edwin S. Porter – cortometraggio (1909)
- Drawing the Color Line – cortometraggio (1909)
- Pagan and Christian – cortometraggio (1909)
- A Burglar Cupid, regia di Edwin S. Porter – cortometraggio (1909)
- A Romance of Old Madrid – cortometraggio (1909)
- A Modest Young Man, regia di Edwin S. Porter – cortometraggio (1909)
- The Origin of Beethoven's Moonlight Sonata – cortometraggio (1909)
- The Adventures of an Old Flirt, regia di Edwin S. Porter – cortometraggio (1909)
- A Bachelor's Supper – cortometraggio (1909)
- The Saleslady's Matinee Idol – cortometraggio (1909)
- A Daughter of the Sun, regia di Edwin S. Porter – cortometraggio (1909)
- The Uplifting of Mr. Barker – cortometraggio (1909)
- The Landlady's Portrait – cortometraggio (1909)
- The Janitor's Bottle – cortometraggio (1909)
- Left Out – cortometraggio (1909)
- Boyhood Dreams – cortometraggio (1909)
- 100 Per Cent Jealousy – cortometraggio (1909)
- A Bird in a Gilded Cage, regia di Edwin S. Porter – cortometraggio (1909)
- The Colored Stenographer, regia di Edwin S. Porter – cortometraggio(1909)
- Mary Jane's Lovers, regia di Edwin S. Porter – cortometraggio (1909)
- A Canadian Winter Carnival – documentario, cortometraggio (1909)
- Love Is Blind, regia di Edwin S. Porter – cortometraggio (1909)
- A Midnight Supper, regia di Edwin S. Porter – cortometraggio (1909)
- The Star of Bethlehem – cortometraggio (1909)
- Strolling Players, regia di Edwin S. Porter – cortometraggio (1909)
- A Cry from the Wilderness; or, A Tale of the Esquimaux and Midnight Sun, regia di Edwin S. Porter – cortometraggio (1909)
- Oh! Rats!, regia di Edwin S. Porter – cortometraggio (1909)
- Hard to Beat, regia di Edwin S. Porter – cortometraggio (1909)
- On the Western Frontier, regia di Edwin S. Porter – cortometraggio (1909)
- Unappreciated Genius, regia di Edwin S. Porter – cortometraggio (1909)
- Father's First Half-Holiday, regia di Edwin S. Porter – cortometraggio (1909)
- A Cup of Tea and She, regia di Edwin S. Porter – cortometraggio (1909)
- The Other Fellow; or, A Fight for Love – cortometraggio (1909)
- The Interrupted Joy Ride – cortometraggio (1909)
- In the Days of Witchcraft – cortometraggio (1909)
- The Wood-Chopper's Child – cortometraggio (1909)
- Who's Who – cortometraggio (1909)
- The Little Shepherd of Tumbling Run – cortometraggio (1909)
- Uncle Tom Wins, regia di Edwin S. Porter – cortometraggio (1909)
- An Unsuccessful Substitution, regia di Edwin S. Porter – cortometraggio (1909)
- A Road to Love – cortometraggio (1909)
- The Doctored Dinner Pail, regia di Edwin S. Porter – cortometraggio (1909)
- Fuss and Feathers, regia di Edwin S. Porter – cortometraggio (1909)
- Lunatics in Power, regia di J. Searle Dawley – cortometraggio (1909)
- The Pony Express, regia di Edwin S. Porter – cortometraggio (1909)
- See a Pin and Pick It Up, All That Day You'll Have Good Luck, regia di Edwin S. Porter – cortometraggio (1909)
- A Somnambulistic Hero – cortometraggio (1909)
- The Sandman – cortometraggio (1909)
- Little Miss Moffit and Simian Stone – cortometraggio (1909)
- Brothers in Arms – cortometraggio (1909)
- Professor Fix Fixed – cortometraggio (1909)
- A Child's Prayer, regia di Edwin S. Porter – cortometraggio (1909)
- Pressing Business – cortometraggio (1909)
- The Curfew Bell – cortometraggio (1909)
- The Hold-Up Held Up – cortometraggio (1909)
- A Wife's Ordeal – cortometraggio (1909)
- The Legend of Sterling Keep, regia di J. Searle Dawley – cortometraggio (1909)
- The Boots He Couldn't Lose, regia di William F. Haddock – cortometraggio (1909)
- Buying Manhattan – cortometraggio (1909)
- A Rural Tragedy – cortometraggio (1909)
- How the Tramp Got the Lunch – cortometraggio (1909)
- Closed on Sunday – cortometraggio (1909)
- The Lost Invitation – cortometraggio (1909)
- The Whole World Kin – cortometraggio (1909)
- An Affair of Art – cortometraggio (1909)
- A Man Without a Country, regia di Bannister Merwin – cortometraggio (1909)
- Parted on Their Honeymoon – cortometraggio (1909)
- He Wouldn't Go Under a Ladder – cortometraggio (1909)
- Up the Ladder with Tom Bowline – cortometraggio (1909)
- A Squeedunk Sherlock Holmes – cortometraggio (1909)
- An Absent-Minded Cupid – cortometraggio (1909)
- The Secret of the Locket – cortometraggio (1909)
- The Egyptian Mystery, regia di J. Searle Dawley – cortometraggio (1909)
- Caught by the Coupon Craze – cortometraggio (1909)
- The Missionary and the Maid – cortometraggio (1909)
- McGinty's Sudden Rise – cortometraggio (1909)
- The Bridegroom's Dilemma – cortometraggio (1909)
- Casey's Jumping Toothache, regia di William F. Haddock – cortometraggio (1909)
- Taking His Photograph – cortometraggio (1909)
- Mother Goose – cortometraggio (1909)
- Mulligan's Waterloo – cortometraggio (1909)
- Love's Sacrifice, regia di Edwin S. Porter – cortometraggio (1909)
- Il principe e il povero (The Prince and the Pauper), regia di J. Searle Dawley – cortometraggio (1909)
- The Tobacco Edict, Old New York, 1648 – cortometraggio (1909)
- Lochinvar, regia di J. Searle Dawley – cortometraggio (1909)
- Apprentice Boys at Newport (R.I.) Naval Training Station – documentario, cortometraggio (1909)
- A Coward, regia di Edwin S. Porter – cortometraggio (1909)
- The Price of a Soul, regia di Edwin S. Porter – cortometraggio (1909)
- Furnished Rooms to Let – cortometraggio (1909)
- Far from the Madding Crowd – cortometraggio (1909)
- A Simple Home Dinner – cortometraggio (1909)
- The Wright Brothers Aeroplane – documentario, cortometraggio (1909)
- The Web of Fate: An Incident of the French Revolution – cortometraggio
- The Patience of Miss Job, regia di Edwin S. Porter – cortometraggio (1909)
- A Child of the Forest, regia di Edwin S. Porter – cortometraggio (1909)
- A Dash to Death – cortometraggio (1909)
- Suffer Little Children... For of Such Is the Kingdom of Labor – cortometraggio
- Ethel's Luncheon – cortometraggio (1909)
- Backward, Turn Backward, O Time, in Your Flight – cortometraggio (1909)
- The Temptation, regia di Edwin S. Porter – cortometraggio (1909)
- A Dangerous Pair – cortometraggio (1909)
- The Making of Honey – documentario, cortometraggio (1909)
- The Amateur William Tell – cortometraggio (1909)
- The Little Sister – cortometraggio (1909)
- 'Tis Now the Very Witching Hour of Night – cortometraggio (1909)
- How the Landlord Collected His Rents – cortometraggio (1909)
- The Ordeal – cortometraggio (1909)
- True Love Never Runs Smoothly – cortometraggio (1909)
- Love and War: An Episode of Waterloo – cortometraggio (1909)
- A Knight for a Night – cortometraggio (1909)
- Naval Parade of the Hudson-Fulton – documentario, cortometraggio (1909)
- Why Girls Leave Home – cortometraggio (1909)
- Two of a Kind – cortometraggio (1909)
- The Wallace Jewels – cortometraggio (1909)
- Laddie, regia di Ashley Miller (1909) – cortometraggio (1909)
- The Minister's Daughter – cortometraggio (1909)
- Expert Glass Blowing – documentario, cortometraggio (1909)
- A New Life
- Whitler's Witless Wanderings – cortometraggio (1909)
- Hansel and Gretel, regia di J. Searle Dawley – cortometraggio (1909)
- Their Social Education – cortometraggio (1909)
- The Lost Handbag – cortometraggio (1909)
- A Great Game, regia di Edwin S. Porter – cortometraggio (1909)
- Landing of Com. Robert E. Peary, the Discovery of the North Pole at Sydney, Nova Scotia – documentario, cortometraggio (1909)
- The Lie – cortometraggio (1909)
- The Three Kisses, regia di Edwin S. Porter – cortometraggio (1909)
- All's Fair in Love – cortometraggio (1909)
- Comedy and Tragedy, regia di J. Searle Dawley – cortometraggio (1909)
- Bill, the Bill Poster – cortometraggio (1909)
- Duel in Mid-Air – cortometraggio (1909)
- A Bride and Groom's Visit to the New York Zoological Gardens – cortometraggio (1909)
- His Masterpiece, regia di Bannister Merwin – cortometraggio (1909)
- A Man with Three Wives – cortometraggio (1909)
- The Imp of the Bottle – cortometraggio (1909)
- A Winter's Tale – cortometraggio (1909)
- Three Thanksgivings – cortometraggio (1909)
- A Rose of the Tenderloin, regia di J. Searle Dawley – cortometraggio (1909)
- Thanksgiving, Then and Now – cortometraggio (1909)
- Bluebeard, regia di J. Searle Dawley – cortometraggio (1909)
- Annual Celebration of School Children at Newark, New Jersey – documentario, cortometraggio (1909)
- The Wonderful Electro-Magnet – cortometraggio (1909)
- The Heart of a Clown', regia di Edwin S. Porter – cortometraggio (1909)
- The Fox Hunt – cortometraggio (1909)
- Atlanta Automobile Speedway Races – documentario, cortometraggio (1909)
- The Keeper of the Light, regia di J. Searle Dawley – cortometraggio (1909)
- What the Cards Foretold – cortometraggio (1909)
- My Lord in Livery – cortometraggio (1909)
- The House of Cards, regia di Edwin S. Porter – cortometraggio
- The New Policeman – cortometraggio (1909)
- Fenton of the 42nd – cortometraggio (1909)
- A Gift from Santa Claus, regia di Edwin S. Porter – cortometraggio (1909)
- The Mischievous Elf – cortometraggio (1909)
- A Happy Accident – cortometraggio (1909)
- Faust, regia di Edwin S. Porter – cortometraggio (1909)
- Tobacco Mania – cortometraggio (1909)
- The Fallen Idol – cortometraggio (1909)
- The Cap of Fortune – cortometraggio (1909)
- Marie Dressler – cortometraggio (1909)
- Fishing Industry at Gloucester, Mass. – documentario, cortometraggio (1909)

## 1910
- La cometa (The Comet) – cortometraggio (1910)
- Pardners, regia di Edwin S. Porter e Frank McGlynn Sr. – cortometraggio (1910)
- The Engineer's Romance, regia di Edwin S. Porter – cortometraggio (1910)
- Ashes – cortometraggio (1910)
- Bear Hunt in the Rockies – documentario, cortometraggio (1910)
- Troop 'B', 15th U.S. Cavalry Bareback Squad in the Monkey Drill, at Fort Myer, Virginia – documentario, cortometraggio (1910)
- The Parson's Umbrella – cortometraggio (1910)
- A Warrior Bold – cortometraggio (1910)
- In the Nick of Time – cortometraggio (1910)
- The Coquette – cortometraggio (1910)
- Luck of Roaring Camp, regia di Edwin S. Porter – cortometraggio (1910)
- A Woman's Strategy – cortometraggio (1910)
- The Skipper's Yarn – cortometraggio (1910)
- A Georgia Possum Hunt – documentario, cortometraggio (1910)
- A Japanese Peach Boy, regia di Ashley Miller – cortometraggio (1910)
- The Surprise Party – cortometraggio (1910)
- The Bad Man from Riley's Gulch – cortometraggio (1910)
- His Just Deserts
- The Livingston Case, regia di Edwin S. Porter – cortometraggio (1910)
- A Queen of the Burlesque, regia di Ashley Miller – cortometraggio (1910)
- An Equine Hero – cortometraggio (1910)
- The President's Special' – cortometraggio (1910)
- The Miniature – cortometraggio (1910)
- A Trip to Mars, regia di Ashley Miller – cortometraggio (1910)
- A Victim of Bridge, regia di Ashley Miller – cortometraggio (1910)
- That Girl of Dixon's, regia di Ashley Miller – cortometraggio (1910)
- Lost and Regained – cortometraggio (1910)
- New York of Today – documentario, cortometraggio (1910)
- Ranson's Folly, regia di Edwin S. Porter – cortometraggio (1910)
- The Man Under the Bed – cortometraggio (1910)
- Frankenstein, regia di J. Searle Dawley – cortometraggio (1910)
- Western Romance, regia di Edwin S. Porter – cortometraggio (1910)
- The Suit Case Mystery, regia di Charles M. Seay – cortometraggio (1910)
- Bradford's Claim, regia di Edwin S. Porter – cortometraggio (1910)
- The Heart of a Rose, regia di Edwin S. Porter – cortometraggio (1910)
- For Her Sister's Sake, regia di Edwin S. Porter – cortometraggio (1910)
- King Cotton – documentario, cortometraggio (1910)
- Her First Appearance, regia di Ashley Miller e di Edwin S. Porter – cortometraggio (1910)
- Gallegher, regia di Ashley Miller – cortometraggio
- Drowsy Dick, Officer No. 73 – cortometraggio (1910)
- A Yorkshire School, regia di James H. White – cortometraggio (1910)
- The Cigarette Maker of Seville – cortometraggio
- Carminella, regia di Bannister Merwin – cortometraggio (1910)
- Accidents Will Happen – cortometraggio (1910)
- All on Account of a Laundry Mark, regia di Edwin S. Porter – cortometraggio (1910)
- Out of the Night, regia di Edwin S. Porter – cortometraggio (1910)
- The Old Loves and the New, regia di Edwin S. Porter – cortometraggio (1910)
- Peg Woffington, regia di Edwin S. Porter – cortometraggio (1910)
- The Attack on the Mill, regia di Edwin S. Porter – cortometraggio (1910)
- Love and the Law, regia di Edwin S. Porter – cortometraggio (1910)
- Alice's Adventures in Wonderland, regia di Edwin S. Porter – cortometraggio (1910)
- Almost a Hero, regia di Edwin S. Porter – cortometraggio (1910)
- Ononko's Vow, regia di Edwin S. Porter e Frank McGlynn Sr. – cortometraggio (1910)
- The Farmer's Daughter, regia di Edwin S. Porter – cortometraggio (1910)
- Bumptious Plays Baseball – cortometraggio (1910)
- Riders of the Plains, regia di Edwin S. Porter – cortometraggio (1910)
- Boy Scouts of America in Camp at Silver Bay, Lake George, N.Y. – documentario, cortometraggio (1910)
- The Stolen Claim, regia di Edwin S. Porter – cortometraggio (1910)
- The Toymaker, the Doll and the Devil, regia di Edwin S. Porter – cortometraggio (1910)
- His Mother's Thanksgiving, regia di Edwin S. Porter – cortometraggio (1910)
- The Greater Love, regia di Edwin S. Porter – cortometraggio (1910)
- The Cowpuncher's Glove, regia di Edwin S. Porter – cortometraggio (1910)
- The Winning of Miss Langdon, regia di Edwin S. Porter – cortometraggio (1910)
- A Christmas Carol, regia di (non accreditati) J. Searle Dawley, Charles Kent e Ashley Miller – cortometraggio (1910)
- Aviation Meet of the Aero Club, St. Louis, Mo. – documentario, cortometraggio (1910)

## 1911
- Lucia di Lammermoor – cortometraggio (1911)
- In the Days of Chivalry, regia di J. Searle Dawley – cortometraggio (1911)
- The Writing on the Blotter – cortometraggio (1911)
- Love and the Stock Market – cortometraggio (1911)
- A Night of Terror, regia di Edwin S. Porter – cortometraggio (1911)
- The Old Family Bible – cortometraggio (1911)
- How Bella Was Won – cortometraggio (1911)
- All for the Love of a Lady – cortometraggio (1911)
- Between Two Fires, regia di J. Searle Dawley – cortometraggio (1911)
- The Strike at the Mines, regia di Edwin S. Porter – cortometraggio (1911)
- Silver Threads Among the Gold, regia di Edwin S. Porter – cortometraggio (1911)
- The Child and the Tramp, regia di Bannister Merwin – cortometraggio (1911)
- Josh and Cindy's Wedding Trip – cortometraggio (1911)
- Aida, regia di Oscar Apfel e da J. Searle Dawley – cortometraggio (1911)
- How the Hungry Man Was Fed – cortometraggio (1911)
- Captain Nell, regia di Edwin S. Porter – cortometraggio (1911)
- Madeline's Rebellion, regia di Edwin S. Porter – cortometraggio (1911)
- Hearts and Flags – cortometraggio (1911)
- Heroes Three
- A Thoroughbred, regia di J. Searle Dawley – cortometraggio (1911)
- The Star Spangled Banner, regia di J. Searle Dawley – cortometraggio (1911)
- The Price of a Man – cortometraggio (1911)
- The Trapper's Five Dollar Bill – cortometraggio (1911)
- The Minute Man, regia di Oscar C. Apfel – cortometraggio (1911)
- The New Church Carpet – cortometraggio (1911)
- The Capture of Fort Ticonderoga, regia di Oscar C. Apfel e J. Searle Dawley – cortometraggio (1911)
- The Hair Restorer and the Indians – cortometraggio (1911)
- Money to Burn, regia di Edwin S. Porter – cortometraggio (1911)
- The Stolen Dog – cortometraggio (1911)
- His First Trip – cortometraggio (1911)
- The Professor and the New Hat, regia di Bannister Merwin – cortometraggio (1911)
- The Declaration of Independence, regia di J. Searle Dawley – cortometraggio (1911)
- The Three Musketeers: Part 1, regia di J. Searle Dawley – cortometraggio (1911)
- The Three Musketeers: Part 2, regia di J. Searle Dawley – cortometraggio (1911)
- That Winsome Winnie Smile – cortometraggio (1911)
- The Escaped Lunatic – cortometraggio (1911)
- A Cure for Crime, regia di Edwin S. Porter – cortometraggio (1911)
- The Death of Nathan Hale – cortometraggio (1911)
- The Maiden of the Pie Faced Indians – cortometraggio (1911)
- Eugene Wrayburn – cortometraggio (1911)
- The Summer Girl, regia di Bannister Merwin – cortometraggio (1911)
- Foul Play, regia di Oscar C. Apfel – cortometraggio (1911)
- How Mrs. Murray Saved the American Army, regia di J. Searle Dawley – cortometraggio (1911)
- Her Wedding Ring, regia di Bannister Merwin – cortometraggio (1911)
- Mike's Hero – cortometraggio (1911)
- A Conspiracy Against the King, regia di J. Searle Dawley – cortometraggio (1911)
- The Fairies' Banquet – cortometraggio (1911)
- The Kid from the Klondike – cortometraggio (1911)
- The Reform Candidate – cortometraggio (1911)
- The Rise and Fall of Weary Willie, regia di C. Jay Williams – cortometraggio (1911)
- Ludwig from Germany, regia di C. Jay Williams – cortometraggio (1911)
- The Living Peach, regia di C. Jay Williams – cortometraggio (1911)
- The Bo'Sun's Watch, regia di C. Jay Williams – cortometraggio (1911)
- Home, regia di Oscar Apfel – cortometraggio (1911)
- The Lure of the City, regia di Ashley Miller– cortometraggio (1911)
- The Awakening of John Bond, regia di Oscar Apfel e Charles Brabin – cortometraggio (1911)
- John Brown's Heir, regia di C. Jay WIlliams – cortometraggio (1911)
- Santa Claus and the Clubman, regia di Ashley Miller – cortometraggio (1911)
- How Sir Andrew Lost His Vote, regia di Ashley Miller – cortometraggio (1911)
- The Stuff That Dreams Are Made Of, regia di J. Searle Dawley – cortometraggio (1911)
- Uncle Hiram's List, regia di Oscar C. Apfel – cortometraggio (1911)

## 1912
- Eleanor Cuyler – cortometraggio (1912)
- The Two Flats – cortometraggio (1912)
- The Codfish Industry in Newfoundland – documentario, cortometraggio (1912)
- Freezing Auntie – cortometraggio (1912)
- Please Remit – cortometraggio (1912)
- Thirty Days at Hard Labor, regia di Oscar Apfel – cortometraggio (1912)
- Max and Maurice – cortometraggio (1912)
- Lead, Kindly Light – cortometraggio (1912)
- St. Johns, Newfoundland, and Its Surroundings – documentario, cortometraggio (1912)
- A Question of Seconds – cortometraggio (1912)
- Jack and the Beanstalk, regia di J. Searle Dawley – cortometraggio (1912)
- The Bachelor's Waterloo, regia di C.J. Williams – cortometraggio (1912)
- A 50-Mile Ramble Through the Thousand Islands, St. Lawrence River – documentario, cortometraggio (1912)
- The Little Organist – cortometraggio (1912)
- To Save Her Brother – cortometraggio (1912)
- The Stolen Nickel, regia di Bannister Merwin – cortometraggio (1912)
- Father's Bluff, regia di Bannister Merwin (1912) – cortometraggio (1912)
- For the Cause of the South, regia di Bannister Merwin – cortometraggio (1912)
- U.S. Volunteer Life Saving Corps, New York City – documentario, cortometraggio (1912)
- The New Editor – cortometraggio (1912)
- The Jewels – cortometraggio (1912)
- Mother and Daughters – cortometraggio (1912)
- His Secretary, regia di Bannister Merwin – cortometraggio (1912)
- Niagara Falls – documentario, cortometraggio (1912)
- Lucky Dog – cortometraggio (1912)
- The Passing of J.B. Randall and Company – cortometraggio (1912)
- The Commuter's Wife – cortometraggio (1912)
- The Corsican Brothers, regia di James Searle Dawley e Oscar Apfel – cortometraggio (1912)
- Von Weber's Last Waltz – cortometraggio (1912)
- The City of Denver, 'The Queen of the Plains'  – documentario, cortometraggio (1912)
- His Daughter, regia di Bannister Merwin – cortometraggio (1912)
- Hogan's Alley – cortometraggio (1912)
- At the Point of the Sword – cortometraggio (1912)
- The Little Delicatessen Store – cortometraggio (1912)
- Curing the Office Boy – cortometraggio (1912)
- The Nurse, regia di Bannister Merwin – cortometraggio (1912)
- One Thousand Miles Through the Rockies – cortometraggio (1912)
- Everything Comes to Him Who Waits, regia di C.J. Williams – cortometraggio (1912)
- Children Who Labor, regia di Ashley Miller – cortometraggio (1912)
- New York City Street Cleaning – documentario, cortometraggio (1912)
- The Lost Kitten, regia di C.J. Williams – cortometraggio (1912)
- How Motion Pictures Are Made and Shown – cortometraggio (1912)
- My Double and How He Undid Me, regia di Ashley Miller – cortometraggio (1912)
- Tony's Oath of Vengeance, regia di Oscar Apfel – cortometraggio (1912)
- The Jam Closet – cortometraggio (1912)
- A Cowboy's Stratagem, regia di Bannister Merwin – cortometraggio (1912)
- Lost: Three Hours, regia di Ashley Miller – cortometraggio (1912)
- The Yarn of the Nancy Belle, regia di Ashley Miller – cortometraggio (1912)
- The Heir Apparent, regia di Oscar Apfel – cortometraggio (1912)
- The Patent Housekeeper – cortometraggio (1912)
- New York Poultry, Pigeon and Pet Stock Association, Madison Square Garden – documentario, cortometraggio (1912)
- The Baby – cortometraggio (1912)
- Her Polished Family, regia di C. Jay Williams – cortometraggio (1912)
- For the Commonwealth – cortometraggio (1912)
- Personally Conducted: A Trip to Bermuda, regia di J. Searle Dawley – cortometraggio (1912)
- Her Face – cortometraggio (1912)
- Dress Suits in Pawn, regia di C.J. Williams – cortometraggio (1912)
- The House with the Tall Porch, regia di J. Searle Dawley – cortometraggio (1912)
- Incidents of the Durbar at Delhi – documentario, cortometraggio (1912)
- Tommy's Geography Lesson – cortometraggio (1912)
- The Lighthouse Keeper's Daughter, regia di J. Searle Dawley – cortometraggio (1912)
- Percival Chubbs and the Widow, regia di C.J. Williams – cortometraggio (1912)
- How Washington Crossed the Delaware, regia di Oscar Apfel – cortometraggio (1912)
- A Funeral That Flashed in the Pan, regia di Ashley Miller – cortometraggio (1912)
- The Mine on the Yukon – cortometraggio (1912)
- Two Knights in a Barroom, regia di C.J. Williams – cortometraggio (1912)
- Charlie's Reform, regia di Ashley Miller – cortometraggio (1912)
- Rowdy and His New Pal – cortometraggio (1912)
- Dr. Brompton Watts' Age Adjuster – cortometraggio (1912)
- The Spanish Cavalier, regia di J. Searle Dawley – cortometraggio (1912)
- Is He Eligible?, regia di C.J. Williams – cortometraggio (1912)
- Church and Country, regia di Ashley Miller – cortometraggio (1912)
- Winnie's Dance, regia di Ashley Miller – cortometraggio (1912)
- The Insurgent Senator, regia di Bannister Merwin – cortometraggio (1912)
- The Dumb Wooing, regia di Will Louis – cortometraggio (1912)
- The Boss of Lumber Camp Number Four, regia di Oscar Apfel – cortometraggio (1912)
- Come vennero aperti gli occhi di Patrick (How Patrick's Eyes Were Opened) – cortometraggio (1912)
- Dream Dances – cortometraggio (1912)
- The Little Woolen Shoe, regia di Bannister Merwin – cortometraggio (1912)
- A Tenacious Solicitor, regia di C.J. Williams – cortometraggio (1912)
- An Unusual Sacrifice – cortometraggio (1912)
- The Butler and the Maid – cortometraggio (1912)
- A Winter Visit to Central Park, New York City – documentario, cortometraggio (1912)
- Winter Logging in Maine – cortometraggio (1912)
- Blinks and Jinks, Attorneys at Law, regia di C.J. Williams – cortometraggio (1912)
- Out of the Deep – cortometraggio (1912)
- The Guilty Party, regia di Oscar Apfel – cortometraggio (1912)
- Politics and Love – cortometraggio (1912)
- Billie – cortometraggio (1912)
- Aunt Miranda's Cat, regia di C.J. Williams – cortometraggio (1912)
- Treasure Island, regia di J. Searle Dawley – cortometraggio (1912)
- Every Rose Has Its Stem, regia di Ashley Miller – cortometraggio (1912)
- The Bank President's Son, regia di Oscar Apfel – cortometraggio (1912)
- A Personal Affair, regia di C.J. Williams – cortometraggio (1912)
- The Convict's Parole, regia di Edwin S. Porter – cortometraggio (1912)
- Scenes in Delhi, India – documentario, cortometraggio (1912)
- A Romance of the Ice Fields, regia di Oscar Apfel – cortometraggio (1912)
- Their Hero, regia di Ashley Miller – cortometraggio (1912)
- The Artist and the Brain Specialist, regia di C.J. Williams – cortometraggio (1912) )
- The Sunset Gun, regia di Bannister Merwin – cortometraggio (1912)
- A Western Prince Charming – cortometraggio (1912)
- Jim's Wife – cortometraggio (1912)
- The Passion Flower, regia di J. Searle Dawley – cortometraggio (1912)
- Views in Calcutta, India – documentario, cortometraggio (1912)
- The Westminster Kennel Club Dog Show, New Grand Central Palace, New York City – documentario, cortometraggio (1912)
- Eddie's Exploit – cortometraggio (1912)
- The High Cost of Living – cortometraggio (1912)
- Very Much Engaged, regia di C.J. Williams – cortometraggio (1912)
- The Man Who Made Good, regia di James Searle Dawley – cortometraggio (1912)
- The Shadow on the Blind – cortometraggio (1912)
- Martin Chuzzlewit, regia di Oscar Apfel e James Searle Dawley – cortometraggio (1912)
- Ten Days with a Fleet of U.S. Battleships – documentario, cortometraggio (1912)
- The Angel and the Stranded Troupe, regia di C.J. Williams – cortometraggio (1912)
- A Prisoner of War, regia di J. Searle Dawley – cortometraggio (1912)
- Kitty's Holdup – cortometraggio (1912)
- How Father Accomplished His Work, regia di C.J. Williams – cortometraggio (1912)
- A Man in the Making, regia di Ashley Miller – cortometraggio (1912)
- Target Practice of Atlantic Fleet, U.S. Navy – documentario, cortometraggio (1912)
- Apple Pies – cortometraggio (1912)
- The Passer-By, regia di Oscar Apfel (1912)
- The Girl at the Key – cortometraggio (1912)
- The Little Bride of Heaven – cortometraggio (1912)
- The Wooden Indian – cortometraggio (1912)
- Pennsylvania State Police, Troop 'B'  – documentario, cortometraggio (1912)
- Master and Pupil, regia di J. Searle Dawley – cortometraggio (1912)
- The Father – cortometraggio (1912)
- The Close of the American Revolution – cortometraggio (1912)
- Partners for Life, regia di C.J. Williams – cortometraggio (1912)
- The Workman's Lesson – cortometraggio (1912)
- How the Boys Fought the Indians – cortometraggio (1912)
- An Intelligent Camera, regia di C.J. Williams – cortometraggio (1912)
- After Many Days – cortometraggio (1912)
- The Artist's Joke – cortometraggio (1912)
- For Valour, regia di J. Searle Dawley – cortometraggio (1912)
- Picturesque Darjeeling, India  – documentario, cortometraggio (1912)
- Madame de Mode, regia di C.J. Williams – cortometraggio (1912)
- Nerves and the Man, regia di Ashley Miller – cortometraggio (1912)
- The Maple Sugar Industry at Thompson, Pa. – documentario, cortometraggio
- Revenge Is Sweet – cortometraggio (1912)
- The Necklace of Crushed Rose Leaves, regia di J. Searle Dawley – cortometraggio (1912)
- The Little Artist of the Market – cortometraggio (1912)
- The Sketch with the Thumb Print – cortometraggio (1912)
- The Grouch – cortometraggio (1912)
- What Happened to Mary, regia di Charles Brabin - serial (1912)
- The Escape from Bondage, regia di Ashley Miller – cortometraggio (1912)
- The Relief of Lucknow, regia di J. Searle Dawley – cortometraggio (1912)
- More Precious Than Gold, regia di J. Searle Dawley – cortometraggio (1912)
- When She Was About Sixteen – cortometraggio (1912)
- The Lord and the Peasant, regia di J. Searle Dawley – cortometraggio (1912)
- Ninth International Red Cross Conference, Washington, D.C., May 7-17, 1912 – documentario, cortometraggio (1912)
- Mary Had a Little Lamb – cortometraggio (1912)
- In His Father's Steps, regia di J. Searle Dawley – cortometraggio (1912)
- Marjorie's Diamond Ring, regia di C.J. Williams – cortometraggio (1912)
- The Librarian – cortometraggio (1912)
- The City of Washington, the Capital of the United States – documentario, cortometraggio (1912)
- A Dangerous Lesson – cortometraggio (1912)
- Holding the Fort, regia di C.J. Williams – cortometraggio (1912)
- The Harbinger of Peace – cortometraggio (1912)
- Spring Log Driving, Maine – documentario, cortometraggio (1912)
- The Street Beautiful, regia di Ashley Miller – cortometraggio (1912)
- Mr. Pickwick's Predicament, regia di J. Searle Dawley – cortometraggio (1912)
- The Cub Reporter – cortometraggio (1912)
- The War on the Mosquito – documentario, cortometraggio (1912)
- Alone in New York, regia di Ashley Miller – cortometraggio (1912)
- Helping John, regia di Bannister Merwin  – cortometraggio (1912)
- The Boy and the Girl, regia di Ashley Miller – cortometraggio (1912)
- Simla – documentario, cortometraggio (1912)
- The Triangle – cortometraggio (1912)
- Aladdin Up-to-Date, regia di J. Searle Dawley – cortometraggio (1912)
- Believe Me, If All Those Endearing Young Charms, regia di J. Searle Dawley – cortometraggio (1912)
- Opening of the Y.M.C.A. Playground, Lynchburg, Va. – documentario, cortometraggio (1912)
- Bridget's Sudden Wealth, regia di C.J. Williams – cortometraggio (1912)
- The Stranger and the Taxicab, regia di C.J. Williams – cortometraggio (1912)
- The Dam Builder, regia di Bannister Merwin – cortometraggio (1912)
- The Rescue, Cure and Education of Blind Babies – documentario, cortometraggio (1912)
- The Governor, regia di Harold M. Shaw – cortometraggio (1912)
- National Soldiers' Home, Virginia – documentario, cortometraggio (1912)
- Lazy Bill Hudson, regia di C.J. Williams – cortometraggio (1912)
- The Manufacture of Paper, Maine – documentario, cortometraggio (1912)
- Hearts and Diamonds, regia di Harold M. Shaw – cortometraggio (1912)
- The Grandfather, regia di Harold M. Shaw – cortometraggio (1912)
- How Bobby Joined the Circus – cortometraggio (1912)
- Benares and Agra, India – documentario, cortometraggio (1912)
- The Little Girl Next Door, regia di J. Searle Dawley[1] o di Ashley Miller– cortometraggio (1912)
- Cynthia's Agreement, regia di C.J. Williams – cortometraggio (1912)
- Mary in Stage Land, regia di Harold M. Shaw – cortometraggio (1912)
- 'Ostler Joe, regia di J. Searle Dawley – cortometraggio (1912)
- Calumet 'K', regia di J. Searle Dawley – cortometraggio (1912)
- The Girl from the Country, regia di Harold M. Shaw – cortometraggio (1912)
- The Green-Eyed Monster – cortometraggio (1912)
- Olympic Games, Pittsburgh Y.M.C.A. – documentario, cortometraggio (1912)
- 'Cashmere' the Chief Health Resort of India – documentario, cortometraggio (1912)
- Cashmere – documentario, cortometraggio (1912)
- The Usurer's Grip, regia di Charles J. Brabin – cortometraggio (1912)
- A Curable Disease – cortometraggio (1912)
- Under False Colors, regia di Charles Brabin – cortometraggio (1912)
- Uncle Mun and the Minister, regia di C. Jay Williams – cortometraggio (1912)
- The Charge of the Light Brigade, regia di J. Searle Dawley – cortometraggio (1912)
- A Fresh Air Romance, regia di Harold M. Shaw – cortometraggio (1912)
- Outwitting the Professor, regia di C. Jay Williams – cortometraggio (1912)
- The Widow's Second Marriage – cortometraggio (1912)
- Glimpses of Bermuda, regia di J. Searle Dawley – documentario, cortometraggio (1912)
- Removing Sunken Vessels – documentario, cortometraggio (1912)
- Like Knights of Old, regia di C. Jay Williams – cortometraggio (1912)
- The Foundling, regia di Ashley Miller – cortometraggio (1912)
- A Soldier's Duty, regia di Charles Brabin – cortometraggio (1912)
- Mother Goose in a Sixteenth Century Theatre – cortometraggio (1912)
- Kitty at Boarding School – cortometraggio (1912)
- At the Masquerade Ball, regia di Harold M. Shaw – cortometraggio (1912)
- The Boy Rangers  – cortometraggio (1912)
- At Home in the Water – documentario, cortometraggio (1912)
- The Affair at Raynor's, regia di Charles J. Brabin – cortometraggio (1912)
- Young Mrs. Eaton, regia di Charles J. Brabin – cortometraggio (1912)
- The Land Beyond the Sunset, regia di Harold M. Shaw – cortometraggio (1912)
- Burma, Rangoon, India – documentario, cortometraggio (1912)
- Bringing Home the Pup, regia di C. Jay Williams – cortometraggio (1912)
- Copper Mines at Bingham, Utah, regia di J. Searle Dawley – documentario, cortometraggio (1912)
- A Suffragette in Spite of Himself, regia di Ashley Miller – cortometraggio (1912)
- A Baby's Shoe, regia di Charles J. Brabin – cortometraggio (1912)
- For Professional Services, regia di C. Jay Williams – cortometraggio (1912)
- Bobby's Dream – cortometraggio (1912)
- The New Member of the Life Saving Crew, regia di Harold M. Shaw – cortometraggio (1912)
- Romance of the Rails, regia di Harold M. Shaw – cortometraggio (1912)
- A Queen for a Day, regia di C.Jay Williams – cortometraggio (1912)
- Yellowstone National Park, Wyoming, U.S., regia di J. Searle Dawley – documentario, cortometraggio (1912)
- A Doctor for an Hour, regia di C. Jay Williams – cortometraggio  (1912)
- The Non-Commissioned Officer, regia di Charles J. Brabin – cortometraggio (1912)
- Salt Lake City, Utah, and Its Surroundings, regia di J. Searle Dawley – documentario, cortometraggio (1912)
- Linked Together, regia di C. Jay Williams – cortometraggio (1912)
- A Thrilling Rescue by Uncle Mun, regia di C.J. Williams – cortometraggio (1912)
- The Old Reporter, regia di Harold M. Shaw – cortometraggio (1912)
- Hope, a Red Cross Seal Story, regia di Charles Brabin – cortometraggio (1912)
- Tim, regia di Charles Brabin – cortometraggio (1912)
- A Noble Profession – cortometraggio (1912)
- Sally Ann's Strategy, regia di C.Jay Williams – cortometraggio (1912)
- High Explosives as Used in the U.S. Army – documentario, cortometraggio (1912)
- A Letter to the Princess, regia di Ashley Miller – cortometraggio (1912)
- A Chase Across the Continent, regia di J. Searle Dawley – cortometraggio (1912)
- The Third Thanksgiving, regia di Harold M. Shaw – cortometraggio (1912)
- Some Rare Specimens and a Few Old Friends, New York Zoological Park – documentario, cortometraggio (1912)
- The Totville Eye, regia di C. Jay Williams – cortometraggio (1912)
- The Island of Ceylon, India – documentario, cortometraggio (1912)
- On Donovan's Division, regia di Harold M. Shaw – cortometraggio (1912)
- The New Squire, regia di Ashley Miller – cortometraggio (1912)
- A Dollar Saved Is a Dollar Earned, regia di Charles J. Brabin – cortometraggio (1912)
- The Winking Parson, regia di C.J. Williams – cortometraggio (1912)
- The Latest Addition to the U.S. Navy – documentario, cortometraggio (1912)
- A Forest Fire, regia di J. Searle Dawley – documentario, cortometraggio (1912)
- His Mother's Hope, regia di Charles J. Brabin  – cortometraggio (1912)
- Saving the Game, regia di Charles M. Seay – cortometraggio (1912)
- Harnessing a Mountain Stream, regia di J. Searle Dawley – documentario, cortometraggio (1912)
- Annie Crawls Upstairs, regia di Charles J. Brabin – cortometraggio (1912)
- No Place for a Minister's Son, regia di C. Jay Williams – cortometraggio (1912)
- A Sunday Afternoon in Rural England, regia di Ashley Miller – documentario, cortometraggio (1912)
- Nebbia (Fog), regia di Ashley Miller – cortometraggio (1912)
- A Christmas Accident, regia di Harold M. Shaw – cortometraggio (1912)
- The Public and Private Care of Infants, regia di Charles M. Seay – cortometraggio (1912)
- Lady Clare, regia di Ashley Miller – cortometraggio (1912)
- When Joey Was on Time, regia di Charles M. Seay – cortometraggio (1912)
- An Old Appointment, regia di Ashley Miller – cortometraggio (1912)
- The First Settler's Story, regia di J. Searle Dawley – cortometraggio (1912)
- A Proposal Under Difficulties, regia di C.J. Williams – cortometraggio (1912)
- An Old Fashioned Elopement, regia di C.J. Williams – cortometraggio (1912)
- What Katie Did, regia di Charles M. Seay – cortometraggio (1912)
- Love Among the Geysers, regia di J. Searle Dawley – cortometraggio (1912)
- A Clue to Her Parentage, regia di J. Searle Dawley  – cortometraggio (1912)
- How a Horseshoe Upset a Happy Family, regia di C. Jay Williams – cortometraggio (1912)
- He Swore Off Smoking, regia di Ashley Miller – cortometraggio (1912)
- The Crime of Carelessness, regia di Harold M. Shaw – cortometraggio (1912)
- For Her, regia di Harold M. Shaw – cortometraggio (1912)

## 1913
- Yosemite National Park and Big Trees of California , regia di J. Searle Dawley – cortometraggio, documentario (1913)
- The Irish Policeman, regia di Allen Ramsey – cortometraggio (1913)
- Nursery Favorites, regia di Allen Ramsey – cortometraggio (1913)
- How They Got the Vote, regia di Ashley Miller – cortometraggio (1913)
- His Ancestors – cortometraggio (1913)
- Her Redemption, regia di Allen Ramsey – cortometraggio (1913)
- Bill's Sweetheart, regia di J. Searle Dawley – cortometraggio (1913)
- A Race to New York, regia di Charles J. Brabin – cortometraggio (1913)
- A Minstrel Show, regia di Allen Ramsey – cortometraggio (1913)
- The Running Away of Doris, regia di Ashley Miller – cortometraggio (1913)
- The Red Man's Burden, regia di J. Searle Dawley – cortometraggio (1913)
- The New Day's Dawn, regia di Harold M. Shaw – cortometraggio (1913)
- It Is Never Too Late to Mend - regia di Charles M. Seay – cortometraggio (1913)
- An Unsullied Shield, regia di Charles Brabin – cortometraggio (1913)
- Interrupted Wedding Bells, regia di Ashley Miller – cortometraggio (1913)
- The Eldorado Lode, regia di J. Searle Dawley– cortometraggio (1913)
- The Maid of Honor, regia di Charles Brabin – cortometraggio (1913)
- The Office Boy's Birthday, regia di Charles M. Seay – cortometraggio (1913)
- The Lake Geneva Camp of the Y.M.C.A., Lake Geneva, Wis., regia di J. Searle Dawley – documentario, cortometraggio (1913)
- At Bear Track Gulch, regia di Harold M. Shaw – cortometraggio (1913)
- The Title Cure, regia di C.J. Williams – cortometraggio (1913)
- Leonie, regia di Charles J. Brabin – cortometraggio (1913)
- The Mountaineers, regia di Charles J. Brabin – cortometraggio (1913)
- The Man He Might Have Been, regia di Ashley Miller (1913) – cortometraggio
- The Ambassador's Daughter, regia di Charles Brabin – cortometraggio (1913)
- The Power of Sleep , regia di C. Jay Williams – cortometraggio (1913)
- False to Their Trust, regia di J. Searle Dawley e Walter Edwin – cortometraggio (1913)
- The Lorelei, regia di J. Searle Dawley – cortometraggio (1913)
- The Dancer, regia di Ashley Miller – cortometraggio (1913)
- A Day That Is Dead, regia di Charles H. France – cortometraggio (1913)
- A Serenade by Proxy, regia di C.J. Williams – cortometraggio (1913)
- A Perilous Cargo, regia di Harold M. Shaw – cortometraggio (1913)
- The Princess and the Man, regia di Charles Brabin – cortometraggio (1913)
- Over the Back Fence, regia di C. Jay Williams – cortometraggio (1913)
- The Phantom Ship, regia di Harold M. Shaw – cortometraggio (1913)
- How They Outwitted Father, regia di C.J. Williams – cortometraggio (1913)
- Sally's Romance, regia di Ashley Miller – cortometraggio (1913)
- The Governess, regia di Walter Edwin – cortometraggio (1913)
- The City of San Francisco, regia di J. Searle Dawley – documentario, cortometraggio (1913)
- Barry's Breaking In, regia di Ashley Miller – cortometraggio (1913)
- A Heroic Rescue, regia di Charles M. Seay – cortometraggio (1913)
- The Doctor's Photograph, regia di Walter Edwin – cortometraggio (1913)
- The Old Monk's Tale, regia di J. Searle Dawley – cortometraggio (1913)
- Julius Caesar, regia di Allen Ramsey – cortometraggio (1913)
- Confidence, regia di Bannister Merwin – cortometraggio (1913)
- His Enemy, regia di Charles Brabin – cortometraggio (1913)
- After the Welsh Rabbit, regia di C.J. Williams – cortometraggio (1913)
- The Will of the People, regia di George Lessey – cortometraggio (1913)
- The Minister's Temptation, regia di Charles Brabin – cortometraggio (1913)
- In a Japanese Tea Garden, regia di J. Searle Dawley – cortometraggio (1913)
- The Ranch Owner's Love-Making, regia di Walter Edwin – cortometraggio (1913)
- The Newest Method of Coaling Battleships at Sea – cortometraggio (1913)
- All on Account of a Transfer, regia di C.J. Williams – cortometraggio (1913)
- A Will and a Way, regia di Charles Brabin – cortometraggio (1913)
- The Photograph and the Blotter, regia di George Lessey – cortometraggio (1913)
- Curious Scenes in India – documentario, cortometraggio (1913)
- Ann, regia di Walter Edwin – cortometraggio (1913)
- A Letter to Uncle Sam, regia di C. Jay Williams – cortometraggio (1913)
- The Lost Deed, regia di George Lessey – cortometraggio (1913)
- The Priest and the Man, regia di J. Searle Dawley – cortometraggio (1913)
- It Wasn't Poison After All, regia di C. Jay Williams – cortometraggio (1913)
- Bees and Honey – documentario, cortometraggio (1913)
- Jan Vedder's Daughter, regia di George Lessey – cortometraggio (1913)
- Aunt Elsa's Visit, regia di Charles M. Seay – cortometraggio (1913)
- A Modern Horse – documentario, cortometraggio (1913)
- Superstitious Joe, regia di Charles M. Seay – cortometraggio (1913)
- A Youthful Knight, regia di Walter Edwin – cortometraggio (1913)
- The Gauntlets of Washington, regia di J. Searle Dawley e Walter Edwin – cortometraggio (1913)
- Kathleen Mavourneen, regia di Charles Brabin – cortometraggio (1913)
- The Portrait, regia di George Lessey – cortometraggio (1913)
- Mother's Lazy Boy – cortometraggio (1913)
- The Dean's Daughters, regia di Walter Edwin – cortometraggio (1913)
- The Risen Soul of Jim Grant, regia di Charles J. Brabin – cortometraggio (1913)
- The Long and Short of It – cortometraggio (1913)
- Tea and Toast, regia di C. Jay Williams – cortometraggio (1913)
- Bread on the Waters, regia di George Lessey – cortometraggio (1913)
- The Unprofitable Boarder, regia di C. Jay Williams – cortometraggio (1913)
- A Way to the Underworld, regia di J. Searle Dawley, Walter Edwin – cortometraggio (1913)
- Between Orton Junction and Fallonville, regia di Charles M. Seay – cortometraggio (1913)
- The Elder Brother, regia di George Lessey – cortometraggio (1913)
- Between Orton Junction and Fallonville, regia di Charles M. Seay – cortometraggio (1913)
- With the Eyes of the Blind, regia di Walter Edwin – cortometraggio (1913)
- The Duke's Dilemma, regia di Walter Edwin – cortometraggio (1913)
- The Inventor's Sketch, regia di George Lessey – cortometraggio (1913)
- Master and Man, regia di J. Searle Dawley – cortometraggio (1913)
- A Shower of Slippers, regia di Charles M. Seay – cortometraggio (1913)
- Old Jim – cortometraggio (1913)
- The Well Sick Man, regia di J. Searle Dawley – cortometraggio (1913)
- The Capture of a Wild Cat – documentario, cortometraggio (1913)
- Rule Thyself, regia di C. Jay Williams – cortometraggio (1913)
- The Man Who Wouldn't Marry, regia di Walter Edwin – cortometraggio (1913)
- Jones Goes Shopping, regia di C.J. Williams – cortometraggio (1913)
- The Rocky Mountains in Winter – documentario, cortometraggio (1913)
- The New Pupil, regia di George Lessey – cortometraggio (1913)
- Seven Years Bad Luck, regia di Ashley Miller – cortometraggio (1913)
- The Man from the West – cortometraggio (1913)
- The Twelfth Juror, regia di George Lessey – cortometraggio (1913)
- Hulda of Holland, regia di J. Searle Dawley – cortometraggio (1913)
- An Innocent Informer, regia di Ashley Miller – cortometraggio (1913)
- His Undesirable Relatives, regia di C.J. Williams – cortometraggio (1913)
- The High Tide of Misfortune – cortometraggio (1913)
- A Splendid Scapegrace, regia di Charles J. Grahm – cortometraggio (1913)
- When the Right Man Comes Along, regia di Walter Edwin – cortometraggio (1913)
- The Orphan, regia di Ashley Miller – cortometraggio (1913)
- A Reluctant Cinderella, regia di C. Jay Williams – cortometraggio (1913)
- Groundless Suspicion, regia di J. Searle Dawley – cortometraggio (1913)
- The One Hundred Dollar Elopement, regia di Charles M. Seay – cortometraggio (1913)
- When Greek Meets Greek, regia di Walter Edwin – cortometraggio (1913)
- With the Assistance of 'Shep'  – cortometraggio (1913)
- Aunty and the Girls, regia di C. Jay Williams – cortometraggio (1913)
- The Golden Wedding, regia di Herbert Prior – cortometraggio (1913)
- An Accidental Alibi – cortometraggio (1913)
- The Heart of Valeska, regia di Ashley Miller – cortometraggio (1913)
- The Prophecy, regia di Walter Edwin – cortometraggio (1913)
- The Two Merchants, regia di Charles M. Seay – cortometraggio (1913)
- John Manley's Awakening, regia di George Lessey – cortometraggio (1913)
- A Concerto for the Violin, regia di Charles Brabin – cortometraggio (1913)
- By Mutual Agreement, regia di Charles M. Seay – cortometraggio (1913)
- The Good in the Worst of Us – cortometraggio (1913)
- Glimpses of Colorado in Winter – documentario, cortometraggio (1913)
- Bragg's New Suit, regia di Charles M. Seay – cortometraggio (1913)
- The Translation of a Savage, regia di Walter Edwin – cortometraggio (1913)
- The Honor of a Soldier, regia di George A. Lessey – cortometraggio (1913)
- Newcomb's Necktie, regia di C.J. Williams – cortometraggio (1913)
- Dances of the Ages, regia di J. Searle Dawley – documentario, cortometraggio (1913)
- An Unwilling Separation, regia di George A. Lessey – cortometraggio (1913)
- An Almond-Eyed Maid, regia di Walter Edwin – cortometraggio (1913)
- Right for Right's Sake, regia di J. Searle Dawley – cortometraggio (1913)
- Some Spots in and Around Los Angeles, California, regia di J. Searle Dawley – documentario, cortometraggio (1913)
- Mercy Merrick, regia di Charles J. Brabin – cortometraggio (1913)
- While John Bolt Slept, regia di Charles J. Brabin – cortometraggio (1913)
- Professor William Nutt, regia di C.J. Williams – cortometraggio (1913)
- Don't Worry, regia di C. Jay Williams – cortometraggio (1913)
- Othello in Jonesville, regia di Charles M. Seay – cortometraggio (1913)
- Two Little Kittens, regia di Charles M. Seay – cortometraggio (1913)
- Beau Crummel and His Bride, regia di C. Jay Williams – cortometraggio (1913)
- Along the Nile – documentario, cortometraggio (1913)
- Apples of Sodom, regia di George Lessey – cortometraggio (1913)
- Her Royal Highness, regia di Walter Edwin – cortometraggio (1913)
- The Twin Brothers – cortometraggio (1913)
- He Would Fix Things, regia di Ashley Miller – cortometraggio (1913)
- Civic Parade, New York City – documentario, cortometraggio (1913)
- The Evil Thereof – cortometraggio (1913)
- Mary Stuart, regia di Walter Edwin – cortometraggio (1913)
- Love's Old Sweet Song, regia di Charles H. France – cortometraggio (1913)
- The Pyramids and the Sphinx, Egypt – documentario, cortometraggio (1913)
- A Taste of His Own Medicine, regia di Charles M. Seay – cortometraggio (1913)
- Where Shore and Water Meet – cortometraggio (1913)
- How Did It Finish?, regia di Ashley Miller – cortometraggio (1913)
- Fortune Smiles, regia di George Lessey – cortometraggio (1913)
- The Fly – documentario, cortometraggio (1913)
- Circumstances Make Heroes, regia di Charles M. Seay – cortometraggio (1913)
- The Story of the Bell, regia di Walter Edwin – cortometraggio (1913)
- The Patchwork Quilt, regia di Charles H. France – cortometraggio (1913)
- All on Account of a Portrait, regia di C.J. Williams – cortometraggio (1913)
- A Gentleman's Gentleman, regia di Bannister Merwin – cortometraggio (1913)
- The Signal, regia di George Lessey – cortometraggio (1913)
- Winsome Winnie's Way – cortometraggio (1913)
- Over the Great Divide in Colorado – documentario, cortometraggio (1913)
- Scenes of Other Days, regia di Charles M. Seay – cortometraggio (1913)
- His Mother-in-Law's Visit, regia di C.J. Williams – cortometraggio (1913)
- In the Old Dutch Times – cortometraggio (1913)
- The Diamond Crown, regia di J. Searle Dawley – cortometraggio (1913)
- A Pair of Foils, regia di C.J. Williams (1913)
- In the Garden, regia di George A. Lessey – cortometraggio (1913)
- The Dream Fairy, regia di Ashley Miller – cortometraggio (1913)
- The Abbeville Court House, regia di Charles M. Seay – cortometraggio (1913)
- On the Broad Stairway, regia di J. Searle Dawley – cortometraggio (1913)
- A Tardy Recognition, regia di George A. Lessey – cortometraggio (1913)
- A Great Metropolitan Newspaper – cortometraggio (1913)
- At Midnight, regia di C.J. Williams – cortometraggio (1913)
- A Knife of Fire – documentario, cortometraggio (1913)
- The Meadow Lark, regia di Richard Ridgely – cortometraggio (1913)
- Who Will Marry Mary?, regia di Walter Edwin - serial (1913)
- The Bells, regia di George A. Lessey – cortometraggio (1913)
- As the Tooth Came Out, regia di C. Jay Williams – cortometraggio (1913)
- Grand Canyon of Arizona – documentario, cortometraggio (1913)
- A Proposal from the Duke, regia di Walter Edwin – cortometraggio (1913)
- The Greed of Osman Bey, regia di Richard Ridgely – cortometraggio (1913)
- The Red Old Hills of Georgia, regia di Charles M. Seay – cortometraggio (1913)
- The Robbers, regia di Walter Edwin – cortometraggio (1913)
- The Substitute Stenographer, regia di J. Searle Dawley – cortometraggio (1913)
- Dolly Varden, regia di Richard Ridgely – cortometraggio (1913)
- The Romance of Rowena, regia di C.J. Williams – cortometraggio (1913)
- His Greatest Victory, regia di George Lessey – cortometraggio (1913)
- By Fire and Water, regia di Ashley Miller – cortometraggio (1913)
- The Treasure of Captain Kidd, regia di Richard Ridgely – cortometraggio (1913)
- The Rightful Heir, regia di J. Searle Dawley – cortometraggio (1913)
- The Right Number, But the Wrong House, regia di C. Jay Williams – cortometraggio (1913)
- Battle Fields Around Chattanooga – documentario, cortometraggio (1913)
- The Coast Guard's Sister, regia di Charles J. Brabin – cortometraggio (1913)
- The Pied Piper of Hamelin, regia di George Lessey – cortometraggio (1913)
- Starved Out, regia di Ashley Miller – cortometraggio (1913)
- Flood Tide, regia di Charles Brabin – cortometraggio (1913)
- First Aid to the Injured by the Police Force of Berkeley, Cal. – documentario, cortometraggio (1913)
- Bobbie's Long Trousers, regia di Charles M. Seay – cortometraggio (1913)
- The Mystery of West Sedgwick – cortometraggio (1913)
- A Proposal from the Spanish Don, regia di Walter Edwin – cortometraggio (1913)
- A Mutual Understanding, regia di George Lessey – cortometraggio (1913)
- A Mistake in Judgment, regia di Charles M. Seay – cortometraggio (1913)
- Zeb's Musical Career, regia di C.J. Williams – cortometraggio (1913)
- Quaint Spots in Cairo, Egypt – documentario, cortometraggio (1913)
- Joyce of the North Woods, regia di Ashley Miller – cortometraggio (1913)
- The Ghost of Granleigh, regia di J. Searle Dawley – cortometraggio (1913)
- The Younger Generation, regia di C. Jay Williams – cortometraggio (1913)
- The Grecian Vase – cortometraggio (1913)
- The Girl, the Clown and the Donkey, regia di Charles M. Seay – cortometraggio
- A Series of Tallulah Falls – documentario, cortometraggio (1913)
- The Awakening of a Man, regia di George Lessey – cortometraggio (1913)
- Slander's Tongue, regia di Ashley Miller – cortometraggio (1913)
- Keepers of the Flock, regia di Charles Brabin – cortometraggio (1913)
- A Light on Troubled Waters, regia di Walter Edwin – cortometraggio (1913)
- The Desperate Condition of Mr. Boggs, regia di Walter Edwin – cortometraggio (1913)
- Caste, regia di C. Jay Williams – cortometraggio (1913)
- The Green Eye of the Yellow God, regia di Richard Ridgely – cortometraggio (1913)
- The Island of Perversity, regia di Ashley Miller – cortometraggio (1913)
- Jerusalem and the Holy Land – documentario, cortometraggio (1913)
- The Comedian's Downfall, regia di Charles H. France – cortometraggio (1913)
- Cornwall, the English Riviera, regia di Charles J. Brabin – documentario, cortometraggio (1913)
- Saved by the Enemy, regia di George Lessey – cortometraggio (1913)
- The Great Physician, regia di Richard Ridgely – cortometraggio (1913)
- For the Honor of the Force, regia di George Lessey – cortometraggio (1913)
- The Stroke of the Phoebus Eight, regia di Charles Brabin – cortometraggio (1913)
- The Embarrassment of Riches, regia di Charles M. Seay – cortometraggio (1913)
- Hard Cash – cortometraggio (1913)
- A Proposal from the Sculptor, regia di Walter Edwin – cortometraggio (1913)
- The Stolen Models, regia di C. Jay Williams (1913) – cortometraggio
- A Daughter of Romany, regia di Charles Brabin – cortometraggio (1913)
- Mr. Toots' Tooth, regia di Charles M. Seay – cortometraggio (1913)
- Damascus and the Ruins of Baalbek – documentario, cortometraggio (1913)
- Why Girls Leave Home, regia di C. Jay Williams – cortometraggio (1913)
- The Contents of the Suitcase, regia di Walter Edwin – cortometraggio (1913)
- Birds of the Southern Sea Coast – documentario, cortometraggio (1913)
- A Short Life and a Merry One, regia di Charles H. France – cortometraggio (1913)
- A Wilful Colleen's Way – cortometraggio (1913)
- The Pink Granite Industry at Milford, Mass. – documentario, cortometraggio (1913)
- Boy Wanted, regia di C. Jay Williams – cortometraggio (1913)
- In the Shadow of the Mountains, regia di George Lessey – cortometraggio (1913)
- The Girl and the Outlaw, regia di Walter Edwin – cortometraggio (1913)
- The Family's Honor, regia di Richard Ridgely – cortometraggio (1913)
- The Widow's Suitors, regia di Charles H. France – cortometraggio (1913)
- The Foreman's Treachery, regia di Charles Brabin (1913)
- Twice Rescued, regia di Ashley Miller – cortometraggio (1913)
- Tired Bill's Career as a Butler – cortometraggio (1913)
- Hiram Green, Detective, regia di Charles M. Seay – cortometraggio (1913)
- Reginald's Courtship, regia di C.J. Williams – cortometraggio (1913)
- Jaffa, the Seaport of Jerusalem, and Its Orange Industry – documentario, cortometraggio (1913)
- His First Performance, regia di Charles H. France – cortometraggio (1913)
- Silas Marner, regia di Charles Brabin – cortometraggio (1913)
- A Proposal from Nobody, regia di Walter Edwin – cortometraggio (1913)
- A Hornet's Nest, regia di Charles H. France – cortometraggio (1913)
- Across Swiftcurrent Pass on Horseback – documentario, cortometraggio (1913)
- A Daughter of the Wilderness, regia di Walter Edwin – cortometraggio (1913)
- The Horrible Example, regia di Charles M. Seay – cortometraggio (1913)
- Janet of the Dunes, regia di Richard Ridgely – cortometraggio (1913)
- A Woodland Paradise, regia di Walter Edwin – cortometraggio (1913)
- Wild Wales – documentario, cortometraggio (1913)
- Porgy's Bouquet, regia di C. Jay Williams – cortometraggio (1913)
- Tommy's Stratagem, regia di Ashley Miller – cortometraggio (1913)
- Archie and the Bell Boy, regia di C.J. Williams – cortometraggio (1913)
- A Face from the Past, regia di Walter Edwin – cortometraggio (1913)
- Elise, the Forester's Daughter, regia di Walter Edwin – cortometraggio (1913)
- Seth's Woodpile, regia di Charles H. France – cortometraggio (1913)
- Camping with the Blackfeet – documentario, cortometraggio (1913)
- The Doctor's Duty, regia di George Lessey – cortometraggio (1913)
- His Nephew's Scheme, regia di Charles M. Seay – cortometraggio (1913)
- The Phantom Signal, regia di George Lessey – cortometraggio (1913)
- Getting a Patient, regia di Ashley Miller – cortometraggio (1913)
- Nora's Boarders, regia di C. Jay Williams – cortometraggio (1913)
- A Cause for Thankfulness – cortometraggio (1913)
- The Girl in the House-Boat, regia di Ashley Miller – cortometraggio (1913)
- A Good Sport, regia di C.J. Williams – cortometraggio (1913)
- A Proposal Deferred, regia di Walter Edwin – cortometraggio (1913)
- From Durban to Zululand – documentario, cortometraggio (1913)
- Enoch and Ezra's First Smoke, regia di Charles H. France – cortometraggio (1913)
- The Vanishing Cracksman, regia di George Lessey – cortometraggio (1913)
- A Sense of Humor, regia di Charles M. Seay – cortometraggio (1913)
- The Gunmaker of Moscow, regia di George Lessey – cortometraggio (1913)
- A Royal Romance, regia di Ashley Miller – cortometraggio (1913)
- Wanted: A Burglar – cortometraggio (1913)
- South African Whaling Industry – documentario, cortometraggio (1913)
- The Price of Human Lives, regia di Richard Ridgely – cortometraggio (1913)
- The Thrifty Janitor – cortometraggio (1913)
- What Shall It Profit a Man?, regia di Richard Ridgely – cortometraggio (1913)
- The Manicure Girl, regia di C. Jay Williams – cortometraggio (1913)
- Alexia's Strategy, regia di Walter Edwin – cortometraggio (1913)
- The Stolen Plans, regia di Charles Brabin – cortometraggio (1913)
- The Joining of the Oceans, the Panama Canal, October, 1913 – documentario, cortometraggio (1913)
- Greedy George, regia di Charles H. France – cortometraggio (1913)
- Peg o' the Movies, regia di George Lessey – cortometraggio (1913)
- The First Christmas – cortometraggio (1913)
- A Pious Undertaking, regia di Ashley Miller – cortometraggio (1913)
- The Actress, regia di Ashley Miller – cortometraggio (1913)
- Falling in Love with Inez, regia di C.J. Williams – cortometraggio (1913)
- Within the Enemy's Lines – cortometraggio (1913)
- The Haunted Bedroom – cortometraggio (1913)
- Teaching His Wife a Lesson, regia di Charles M. Seay – cortometraggio (1913)
- Products of the Palm: The Banana and Cocoanut Industries, Jamaica, West Indies – documentario, cortometraggio (1913)
- The Upward Way, regia di Ashley Miller – cortometraggio (1913)
- The Janitor's Quiet Life, regia di Charles M. Seay – cortometraggio (1913)
- Mary's New Hat, regia di Charles H. France – cortometraggio (1913)
- A Tudor Princess, regia di J. Searle Dawley – cortometraggio (1913)
- A Proposal from Mary, regia di Walter Edwin – cortometraggio (1913)
- Her Face Was Her Fortune, regia di C.J. Williams – cortometraggio (1913)
- The Mystery of the Dover Express, regia di George Lessey – cortometraggio (1913)
- Andy Gets a Job, regia di Charles H. France – cortometraggio (1913)

## 1914
- United in Danger, regia di Ashley Miller – cortometraggio (1914)
- The Hand of Horror – cortometraggio (1914)
- The Birth of the Telephone, regia di Allen Ramsey – cortometraggio, documentario (1914)
- The Adventures of Andy Clark, regia di Charles H. France - serial (1914)
- Mother and Wife, regia di Ben F. Wilson – cortometraggio (1914)
- Andrew Carnegie – cortometraggio, documentario (1914)
- The Antique Brooch, regia di Charles Brabin – cortometraggio (1914)
- Stanton's Last Fling, regia di Charles M. Seay – cortometraggio
- The Girl in the Middy, regia di C.J. Williams – cortometraggio (1914)
- On the Great Steel Beam, regia di Ashley Miller – cortometraggio (1914)
- The Sherlock Holmes Girl, regia di Charles H. France – cortometraggio (1914)
- African Sea Birds – documentario, cortometraggio (1914)
- The Witness to the Will, regia di George A. Lessey – cortometraggio (1914)
- A Lonely Road, regia di Walter Edwin – cortometraggio (1914)
- The Adventure of the Actress' Jewels, regia di Charles M. Seay – cortometraggio (1914)
- A Night at the Inn, regia di Richard Ridgely – cortometraggio (1914)
- Andy Plays Hero, regia di Charles H. France – cortometraggio (1914)
- Deacon Billington's Downfall, regia di Charles H. France – cortometraggio (1914)
- The Last Scene of All, regia di Ashley Miller – cortometraggio (1914)
- The Janitor's Flirtation, regia di Charles M. Seay – cortometraggio (1914)
- Ostrich Farming, South Africa – cortometraggio, documentario (1914)
- The Message of the Sun Dial, regia di Richard Ridgely – cortometraggio (1914)
- The Uncanny Mr. Gumble – cortometraggio (1914)
- The Necklace of Rameses, regia di Charles Brabin – cortometraggio (1914)
- The Lovely Señorita, regia di C. Jay Williams (1914) – cortometraggio
- The Mystery of the Talking Wire, regia di George Lessey – cortometraggio (1914)
- The Call of the Footlights, regia di Charles H. France – cortometraggio (1914)
- How Bobby Called Her Bluff, regia di Charles M. Seay – cortometraggio (1914)
- The Silent Death, regia di Richard Ridgely – cortometraggio (1914)
- The Active Life of Dolly of the Dailies, regia di Walter Edwin - serial (1914)
- On the Lazy Line, regia di C. Jay Williams – cortometraggio (1914)
- How the Earth Was Carpeted, regia di Ashley Miller – cortometraggio (1914)
- A Treacherous Rival, regia di Preston Kendall e Bannister Merwin – cortometraggio (1914)
- An American King, regia di George Lessey – cortometraggio (1914)
- The Man of Destiny, regia di Walter Edwin – cortometraggio (1914)
- A Story of Crime, regia di C. Jay Williams – cortometraggio (1914)
- The Story of the Willow Pattern – cortometraggio (1914)
- Andy Goes on the Stage, regia di Charles H. France – cortometraggio (1914)
- Rorke's Drift, regia di Richard Ridgely – cortometraggio (1914)
- His Grandchild, regia di Walter Edwin – cortometraggio (1914)
- The Adventure of the Extra Baby, regia di Charles M. Seay – cortometraggio (1914)
- Sophia's Imaginary Visitors, regia di Walter Edwin – cortometraggio (1914)
- Courting Betty's Beau, regia di Charles M. Seay – cortometraggio (1914)
- All for His Sake, regia di Charles J. Brabin – cortometraggio (1914)
- The Powers of the Air – cortometraggio (1914)
- The Beautiful Leading Lady, – cortometraggio regia di C. Jay Williams (1914)
- The Mystery of the Ladder of Light, regia di George Lessey – cortometraggio (1914)
- Love's Young Dream, regia di Charles H. France – cortometraggio  (1914)
- Cheese Mining, regia di Charles H. France – cortometraggio (1914)
- The Drama of Heyville, regia di Ashley Miller – cortometraggio (1914)
- An Absent-Minded Mother, regia di Charles H. France – cortometraggio (1914)
- Mr. Sniffkins' Widow, regia di Charles M. Seay – cortometraggio (1914)
- With the Eyes of Love, regia di George Lessey – cortometraggio (1914)
- A Four Footed Desperado, regia di C.J. Williams – cortometraggio (1914)
- Comedy and Tragedy, regia di Walter Edwin – cortometraggio (1914)
- The Sultan and the Roller Skates, regia di C.J. Williams – cortometraggio (1914)
- The Mexican's Gratitude, regia di Richard Ridgely – cortometraggio (1914)
- Andy, the Actor, regia di Charles H. France – cortometraggio (1914)
- The Price of the Necklace, regia di Charles Brabin – cortometraggio  (1914)
- The Adventure of the Alarm Clock, regia di Charles M. Seay – cortometraggio  (1914)
- When the Cartridges Failed, regia di Ben F. Wilson – cortometraggio (1914)
- A Real Helpmate, regia di Preston Kendall – cortometraggio (1914)
- A Winter Holiday in the Bernese Oberland, Switzerland – cortometraggio, documentario (1914)
- A Boarding House Romance, regia di Charles H. France – cortometraggio (1914)
- The Double Shadow, regia di Preston Kendall – cortometraggio (1914)
- The Message in the Rose, regia di Richard Ridgely – cortometraggio (1914)
- Dinkelspiel's Baby, regia di Charles M. Seay – cortometraggio (1914)
- The Borrowed Finery – cortometraggio (1914)
- A Night Out, regia di Charles H. France – cortometraggio (1914)
- The Brass Bowl, regia di George A. Lessey e Ben F. Wilson – cortometraggio (1914)
- The Vision in the Window, regia di C.J. Williams – cortometraggio (1914)
- The Mystery of the Laughing Death, regia di George Lessey – cortometraggio (1914)
- The Missing Twenty-Five Dollars, regia di Charles M. Seay – cortometraggio (1914)
- Mrs. Romana's Scenario – cortometraggio (1914)
- A Romance of the Everglades, regia di Charles H. France – cortometraggio (1914)
- His Comrade's Wife, regia di Richard Ridgely – cortometraggio (1914)
- Clarence and Percy's Sailing Party, regia di C. Jay Williams – cortometraggio (1914)
- The Man Who Disappeared, regia di Charles Brabin - serial (1914)
- The Black Mask, regia di Charles Brabin – cortometraggio (1914)
- Andy and the Hypnotist , regia di Charles H. France – cortometraggio (1914)
- The Impersonator, regia di Charles H. France – cortometraggio (1914)
- Quarantined, regia di Charles H. France – cortometraggio (1914)
- The Resurrection of Caleb Worth, regia di Ashley Miller – cortometraggio (1914)
- Lo! The Poor Indian, regia di C.J. Williams – cortometraggio (1914)
- A Question of Hats and Gowns – cortometraggio (1914)
- A Princess of the Desert, regia di Walter Edwin – cortometraggio (1914)
- The Adventure of the Stolen Papers, regia di Charles M. Seay – cortometraggio (1914)
- A Hunted Animal, regia di Charles Brabin – cortometraggio (1914)
- When East Met West in Boston, regia di Walter Edwin – cortometraggio (1914)
- The Unopened Letter, regia di Preston Kendall – cortometraggio (1914)
- In High Life, regia di C. Jay Williams – cortometraggio (1914)
- The Mystery of the Silver Snare, regia di George Lessey – cortometraggio (1914)
- A Fugitive from Justice, regia di Preston Kendall – cortometraggio (1914)
- Frederick the Great, regia di Walter Edwin – cortometraggio (1914)
- Her Grandmother's Wedding Dress, regia di George Lessey  – cortometraggio(1914)
- A Week-End at Happyhurst, regia di Charles M. Seay – cortometraggio (1914)
- The Double Cross, regia di Charles Brabin – cortometraggio (1914)
- The Lucky Vest, regia di Charles H. France – cortometraggio (1914)
- The Song of Solomon, regia di Ashley Miller – cortometraggio (1914)
- An Alaskan Interlude, regia di George Lessey – cortometraggio (1914)
- Martha's Rebellion, regia di C. Jay Williams (1914)
- Andy Plays Cupid, regia di Charles H. France – cortometraggio (1914)
- His Sob Story, regia di George Lessey – cortometraggio (1914)
- The Coward and the Man, regia di Ashley Miller – cortometraggio (1914 )
- The Adventure of the Counterfeit Money, regia di Charles M. Seay – cortometraggio (1914)
- The Light on the Wall, regia di Charles Brabin – cortometraggio (1914)
- Three Knaves and a Heathen Chinee, regia di Charles H. France – cortometraggio (1914)
- Seraphina's Love Affair, regia di Charles M. Seay – cortometraggio (1914)
- The Southerners – cortometraggio – cortometraggio (1914)
- A Lady of Spirits, regia di C.J. Williams – cortometraggio (1914)
- The Mystery of the Amsterdam Diamonds, regia di George Lessey – cortometraggio (1914)
- Lost -- a Pair of Shoes, regia di Preston Kendall – cortometraggio (1914)
- The Two Vanrevels, regia di Richard Ridgely – cortometraggio (1914)
- Conscientious Caroline, regia di Ashley Miller – cortometraggio (1914)
- With His Hands, regia di Charles Brabin – cortometraggio (1914)
- By Parcel Post, regia di Charles H. France – cortometraggio (1914)
- When the Men Left Town, regia di C.J. Williams – cortometraggio (1914)
- The Counterfeiters, regia di Preston Kendall – cortometraggio (1914)
- The Tango in Tuckerville – cortometraggio (1914)
- The Voice of Silence, regia di Richard Ridgely – cortometraggio (1914)
- Andy Goes a-Pirating, regia di Charles H. France – cortometraggio (1914)
- A Warning from the Past, regia di Richard Ridgely – cortometraggio (1914)
- The Adventure of the Missing Legacy, regia di Charles M. Seay – cortometraggio (1914)
- The Gap, regia di Charles Brabin – cortometraggio (1914)
- On the Steps, regia di Charles H. France – cortometraggio (1914)
- A Modern Samson, regia di Preston Kendall – cortometraggio (1914)
- In the Days of Slavery, regia di Richard Ridgely – cortometraggio (1914)
- The Basket Habit, regia di C. Jay Williams – cortometraggio (1914)
- A Foolish Agreement, regia di Ashley Miller – cortometraggio (1914)
- The Mysterious Package, regia di Charles M. Seay – cortometraggio (1914)
- On the Ice – cortometraggio, documentario (1914)
- The Man in the Street, regia di Charles Brabin – cortometraggio (1914)
- The Revengeful Servant Girl, regia di C.J. Williams – cortometraggio (1914)
- The Mystery of the Fadeless Tints, regia di George Lessey – cortometraggio (1914)
- Back to the Simple Life, regia di Ashley Miller – cortometraggio (1914)
- The Shattered Tree, regia di Ben F. Wilson – cortometraggio (1914)
- Molly the Drummer Boy, regia di George Lessey – cortometraggio (1914)
- Her Spanish Cousins, regia di George Lessey – cortometraggio (1914)
- Face to Face, regia di Charles Brabin – cortometraggio (1914)
- Andy Has a Toothache, regia di Charles H. France – cortometraggio (1914)
- In the Shadow of Disgrace, regia di Richard Ridgely – cortometraggio (1914)
- Qualifying for Lena, regia di C. Jay Williams – cortometraggio (1914)
- The Two Doctors, regia di George Lessey – cortometraggio (1914)
- The Ever-Gallant Marquis, regia di Ashley Miller – cortometraggio (1914)
- An Up-to-Date Courtship, regia di Charles M. Seay – cortometraggio (1914)
- Meg o' the Mountains – cortometraggio (1914)
- Across the Burning Trestle, regia di Richard Ridgely – cortometraggio (1914)
- The Adventure of the Absent-Minded Professor, regia di Charles M. Seay – cortometraggio (1914)
- A Matter of Minutes, regia di Charles Brabin – cortometraggio (1914)
- His Wife's Burglar, regia di Charles M. Seay – cortometraggio (1914)
- A Deal in Statuary, regia di Charles M. Seay – cortometraggio (1914)
- Laddie, regia di George Lessey – cortometraggio (1914)
- A Canine Rival, regia di C.J. Williams – cortometraggio (1914)
- The Mystery of the Lost Stradivarius, regia di George Lessey – cortometraggio (1914)
- Something to Adore, diretto da C.J. Williams – cortometraggio (1914)
- The Stuff That Dreams Are Made Of, regia di Charles H. France – cortometraggio (1914)
- Farmer Rodney's Daughter, regia di Richard Ridgely – cortometraggio (1914)
- A Tango Spree, regia di Charles M. Seay] (1914) – cortometraggio
- The Living Dead, regia di Charles Brabin – cortometraggio (1914)
- Faint Heart Ne'er Won Fair Lady, regia di Charles M. Seay – cortometraggio (1914)
- A Change of Business, regia di Charles M. Seay – cortometraggio (1914)
- The President's Special, regia di Charles Brabin – cortometraggio (1914)
- One Touch of Nature, regia di Ashley Miller – cortometraggio (1914)
- All for a Tooth, regia di C. Jay Williams – cortometraggio (1914)
- A Tale of Old Tucson, regia di Richard Ridgely – cortometraggio (1914)
- Andy Learns to Swim, regia di Charles H. France (1914 – cortometraggio)
- The One Who Loved Him Best, regia di Richard Ridgely – cortometraggio (1914)
- While the Tide Was Rising, regia di Ben F. Wilson (1914)
- My Friend from India, regia di Harry Beaumont, Ashley Miller – cortometraggio (1914)
- The Adventure of the Pickpocket, regia di Charles M. Seay – cortometraggio (1914)
- By the Aid of a Film, regia di Charles Brabin – cortometraggio (1914)
- The Old Fire Horse, regia di Charles H. France – cortometraggio (1914)
- The Gilded Kidd, regia di C.J. Williams – cortometraggio (1914)
- In Lieu of Damages, regia di Richard Ridgely – cortometraggio (1914)
- Nearly a Widow, regia di Ashley Miller – cortometraggio (1914)
- The Mystery of the Octagonal Room, regia di George Lessey – cortometraggio (1914)
- The South African Mines – cortometraggio, documentario (1914)
- Buster and His Goat, regia di Charles H. France – cortometraggio (1914)
- The Birth of the Star Spangled Banner, regia di George A. Lessey – cortometraggio (1914)
- Treasure Trove, regia di Ashley Miller – cortometraggio (1914)
- The Buxom Country Lass, regia di C.J. Williams – cortometraggio (1914)
- The New York Police Department Carnival – cortometraggio, documentario (1914)
- A Village Scandal, regia di Charles M. Seay – cortometraggio (1914)
- The Viking Queen, regia di Walter Edwin – cortometraggio (1914)
- Hearts of the Forest, regia di Preston Kendall – cortometraggio (1914)
- An Absent-Minded Cupid, regia di Ashley Miller – cortometraggio
- The Blind Fiddler, regia di Richard Ridgely – cortometraggio (1914)
- Getting Andy's Goat, regia di Charles H. France – cortometraggio (1914)
- Face Value, regia di George Lessey – cortometraggio (1914)
- Dick Potter's Wife, regia di Ashley Miller – cortometraggio (1914)
- Generals of the Future – documentario, cortometraggio (1914)
- Buster Brown on the Care and Treatment of Goats, regia di Charles H. France – cortometraggio (1914)
- Making a Convert, regia di John H. Collins – cortometraggio (1914)
- A Summer Resort Idyll, regia di Charles M. Seay – cortometraggio (1914)
- Sheep's Clothing, regia di Charles M. Seay – cortometraggio (1914)
- Jim's Vindication, regia di John H. Collins – cortometraggio (1914)
- The Adventure of the Hasty Elopement, regia di Charles M. Seay – cortometraggio (1914)
- The Blue Coyote Cherry Crop, regia di Ashley Miller – cortometraggio (1914)
- Post No Bills, regia di C.J. Williams – cortometraggio (1914)
- Grand Opera in Rubeville, regia di Ashley Miller – cortometraggio (1914)
- Twins and Trouble, regia di Charles M. Seay – cortometraggio (1914)
- Love by the Pound, regia di C.J. Williams – cortometraggio (1914)
- The Mystery of the Glass Tubes, regia di Ben F. Wilson – cortometraggio (1914)
- In a Prohibition Town, regia di Charles M. Seay – cortometraggio (1914)
- Buster Brown Gets the Worst of It, regia di Charles H. France – cortometraggio (1914)
- The Poisoned Bit, regia di Preston Kendall – cortometraggio (1914)
- A Transplanted Prairie Flower, regia di Ashley Miller – cortometraggio (1914)
- Father's Beard, regia di Charles Ransom – cortometraggio (1914)
- Greater Love Hath No Man, regia di Richard Ridgely – cortometraggio (1914)
- Seth's Sweetheart, regia di Charles Ransom (1914)
- The Long Way, regia di Charles Brabin – cortometraggio (1914)
- A Fragment of Ash, regia di Langdon West – cortometraggio (1914)
- George Washington Jones, regia di Charles H. France – cortometraggio (1914)
- Buster Brown's Education, regia di Charles H. France – cortometraggio (1914)
- The Letter That Never Came Out , regia di Charles Brabin – cortometraggio (1914)
- Andy and the Redskins, regia di Charles H. France – cortometraggio (1914)
- On the Isle of Sarne, regia di Richard Ridgely – cortometraggio (1914)
- The Case of the Vanished Bonds, regia di Langdon West – cortometraggio (1914)
- The Adventure of the Smuggled Diamonds, regia di Charles M. Seay – cortometraggio (1914)
- The Man in the Dark, regia di John H. Collins – cortometraggio (1914)
- Two's Company, regia di Charles Ransom – cortometraggio (1914)
- Bootle's Baby, regia di Ashley Miller – cortometraggio (1914)
- Buster Brown's Uncle, regia di Charles H. France – cortometraggio (1914)
- A Question of Clothes, regia di Charles Ransom – cortometraggio (1914)
- Wood B. Wedd and the Microbes, regia di C.J. Williams – cortometraggio (1914)
- The Mystery of the Sealed Art Gallery, regia di George Lessey – cortometraggio (1914)
- The Lost Melody – cortometraggio (1914)
- The Midnight Ride of Paul Revere, regia di Charles Brabin – cortometraggio (1914)
- The Hand of Iron, regia di Langdon West – cortometraggio (1914)
- The New Partner, regia di Langdon West – cortometraggio (1914)
- Shorty, regia di Ashley Miller – cortometraggio (1914)
- Jenks and the Janitor, regia di Charles M. Seay – cortometraggio (1914)
- Buster Brown Picks Out the Costumes, regia di Charles H. France – cortometraggio (1914)
- The Pines of Lorey – cortometraggio (1914)
- Getting to the Ball Game, regia di Charles H. France – cortometraggio (1914)
- With Slight Variations, regia di Charles Ransom – cortometraggio (1914)
- The Heritage of Hamilton Cleek, regia di Ben F. Wilson – cortometraggio (1914)
- Andy Falls in Love, regia di Charles H. France – cortometraggio (1914)
- A Question of Identity, regia di Charles Brabin – cortometraggio (1914)
- The Everlasting Triangle, regia di John H. Collins e Charles M. Seay – cortometraggio (1914)
- The Adventure of the Lost Wife, regia di Charles M. Seay – cortometraggio (1914)
- A Moment of Madness, regia di Langdon West – cortometraggio (1914)
- Buster Brown and the German Band, regia di Charles H. France – cortometraggio (1914)
- A Millinery Mix-Up, regia di Charles M. Seay – cortometraggio (1914)
- What Could She Do, regia di John H. Collins – cortometraggio (1914)
- Dickson's Diamonds, regia di Langdon West – cortometraggio (1914)
- His Chorus Girl Wife, regia di Ashley Miller – cortometraggio (1914)
- A Gypsy Madcap, regia di Richard Ridgely – cortometraggio (1914)
- The Temple of Moloch, regia di Langdon West – cortometraggio (1914)
- The King's Move in the City, regia di Charles Brabin – cortometraggio (1914)
- The Last of the Hargroves , regia di John H. Collins – cortometraggio (1914)
- Wood B. Wedd Goes Snipe Hunting, regia di C.J. Williams – cortometraggio (1914)
- The Girl of the Open Road – cortometraggio (1914)
- A Double Elopement, regia di Charles M. Seay – cortometraggio (1914)
- Who Goes There?, regia di Ashley Miller – cortometraggio (1914)
- It's a Bear – cortometraggio (1914)
- Crystals, Their Making, Habits and Beauty – cortometraggio (1914)
- Buster Brown Causes a Commotion, regia di Charles H. France – cortometraggio (1914)
- The Rose at the Door – cortometraggio (1914)
- A Matter of High Explosives, regia di Charles Ransom – cortometraggio (1914)
- The Best Man, regia di Charles Brabin – cortometraggio (1914)
- The Stenographer – cortometraggio (1914)
- The Flirt, regia di Charles Ransom – cortometraggio (1914)
- The Vanishing of Olive, regia di Richard Ridgely – cortometraggio (1914)
- On Christmas Eve – cortometraggio (1914)
- The Colonel of the Red Hussars, regia di Richard Ridgely – cortometraggio (1914)
- The Birth of Our Saviour, regia di Charles Brabin – cortometraggio (1914)
- The Adventure of the Wrong Santa Claus, regia di Charles M. Seay – cortometraggio (1914)
- Fantasma, regia di Charles M. Seay (1914)
- Olive Is Dismissed, regia di Richard Ridgely – cortometraggio (1914)
- 'Twas the Night Before Christmas, regia di Ashley Miller – cortometraggio(1914)
- The Tip of the Dark Continent: Cape Town, South Africa and Its Vicinity – cortometraggio, documentario (1914)
- The Premature Compromise, regia di Charles Brabin – cortometraggio (1914)
- The Man Who Vanished, regia di Langdon West – cortometraggio (1914)
- The Calico Cat – cortometraggio (1914)
- Mr. Daly's Wedding Day, regia di Langdon West – cortometraggio (1914)
- The Lesson of the Flames, regia di Richard Ridgely – cortometraggio (1914)
- The Courtship of the Cooks, regia di Charles Ransom – cortometraggio (1914)

## 1915
- Young Mrs. Winthrop, regia di Richard Ridgely – cortometraggio (1915)
- The Voice of the Violin, regia di Ben Turbett – cortometraggio (1915)
- The Girl of the Gypsy Camp, regia di Langdon West – cortometraggio (1915)
- Morpheus Mike, regia di Willis H. O'Brien – cortometraggio (1915)
- Claremont Theatre, N.Y. (1915)
- Uncle Crusty, regia di Charles M. Seay – cortometraggio (1915)
- The Champion Process Server, regia di Charles Ransom – cortometraggio (1915)
- Olive and the Burglar, regia di Richard Ridgely – cortometraggio (1915)
- Expensive Economy, regia di Charles Ransom – cortometraggio (1915)
- The Magnate of Paradise – cortometraggio (1915)
- The Girl at the Key, regia di Ashley Miller – cortometraggio (1915)
- A Superfluous Baby, regia di Charles Ransom – cortometraggio (1915)
- Olive's Other Self, regia di Richard Ridgely – cortometraggio (1915)
- McGinty and the Count, regia di Charles Ransom – cortometraggio (1915)
- Lena, regia di Charles M. Seay – cortometraggio (1915)
- The Banker's Double, regia di Langdon West – cortometraggio (1915)
- To Make the Nation Prosper, regia di Charles M. Seay – cortometraggio (1915)
- Olive's Manufactured Mother, regia di Richard Ridgely – cortometraggio (1915)
- The Wonders of Magnetism – documentario, cortometraggio (1915)
- A Weighty Matter for a Detective, regia di Charles M. Seay – cortometraggio (1915)
- Tracked by the Hounds, regia di Charles H. France – cortometraggio (1915)
- Joey and His Trombone, regia di James W. Castle – cortometraggio (1915)
- Olive in the Madhouse, regia di Richard Ridgely – cortometraggio (1915)
- The Terrible Trunk – cortometraggio (1915)
- Lodgings for Two, regia di Charles Ransom – cortometraggio (1915)
- An Invitation and an Attack, regia di Charles Brabin – cortometraggio (1915)
- In His Father's Footsteps – cortometraggio (1915)
- Found, a Flesh Reducer, regia di Charles Ransom – cortometraggio (1915)
- Olive and the Heirloom, regia di Richard Ridgely – cortometraggio (1915)
- Seen from the Gallery – cortometraggio (1915)
- A Thorn Among Roses – cortometraggio (1915)
- Oh! Where Is My Wandering Boy Tonight, regia di John H. Collins – cortometraggio (1915)
- The Stone Heart, regia di John H. Collins – cortometraggio (1915)
- Suspicious Characters, regia di Charles Ransom – cortometraggio (1915)
- Olive's Greatest Opportunity, regia di Richard Ridgely – cortometraggio (1915)
- The Tailor's Bill, regia di Charles Ransom – cortometraggio (1915)
- The Life History of a Silk Worm – documentario, cortometraggio (1915)
- The Glory of Clementina, regia di Ashley Miller – cortometraggio (1915)
- The Girl Who Kept Books, regia di Ashley Miller – cortometraggio (1915)
- Curing the Cook, regia di Charles H. France – cortometraggio (1915)
- In the Plumber's Grip  – cortometraggio (1915)
- The Needs of Commerce: Manufacturing Paper Money – documentario, cortometraggio (1915)
- Their Happy Little Home, regia di Charles H. France – cortometraggio (1915)
- A Spiritual Elopement, regia di Charles Ransom – cortometraggio (1915)
- Her Husband's Son, regia di Charles Brabin – cortometraggio (1915)
- The Voice of Conscience, regia di Charles H. France – cortometraggio (1915)
- Protecting Big Game – documentario, cortometraggio (1915)
- One Way to Advertise, regia di Charles Ransom – cortometraggio (1915)
- From a Life of Crime – cortometraggio (1915)
- The Pest of the Neighborhood – cortometraggio (1915)
- The Manufacture of Big Guns for the Nation's Defense – documentario, cortometraggio (1915)
- The Life of Abraham Lincoln, regia di Langdon West – cortometraggio (1915)
- The Experiment – cortometraggio (1915)
- In Spite of All, regia di Ashley Miller – cortometraggio (1915)
- Hypno and Trance, regia di Charles Ransom  – cortometraggio (1915)
- That Heavenly Cook – cortometraggio (1915)
- A Tragedy of the Rails, regia di John H. Collins – cortometraggio (1915)
- The Portrait in the Attic, regia di John H. Collins – cortometraggio (1915)
- The Mission of Mr. Foo, regia di John H. Collins – cortometraggio (1915)
- Rooney the Bride, regia di Charles Ransom – cortometraggio (1915)
- A Pipe Dream – cortometraggio (1915)
- On the Stroke of Twelve, regia di John H. Collins – cortometraggio (1915)
- The Family Bible, regia di Ashley Miller – cortometraggio (1915)
- The Master Mummer – cortometraggio (1915)
- Her Country Cousin, regia di Charles Ransom – cortometraggio (1915)
- The Animated Grouch Chaser, regia di Raoul Barré – cortometraggio (1915)
- Seen Through the Make-Up, regia di Charles Ransom – cortometraggio (1915)
- In the Shadow of Death – cortometraggio (1915)
- For the Man She Loved, regia di Langdon West – cortometraggio (1915)
- Only the Maid, regia di Ashley Miller – cortometraggio (1915)
- Hans and His Boss, regia di Charles Ransom – cortometraggio (1915)
- The Newly Rich, regia di Ashley Miller – cortometraggio (1915)
- A Theft in the Dark, regia di Charles J. Brabin (Charles Brabin) – cortometraggio (1915)
- The Phantom Thief, regia di John H. Collins – cortometraggio (1915)
- Killed Against Orders, regia di Langdon West – cortometraggio (1915)
- Music in Flats, regia di Charles Ransom – cortometraggio (1915)
- A Lucky Loser, regia di Will Louis – cortometraggio (1915)
- The Boston Tea Party, regia di Eugene Nowland – cortometraggio (1915)
- When Gratitude Is Love, regia di Charles M. Seay – cortometraggio (1915)
- Won Through Merit, regia di Eugene Nowland – cortometraggio (1915)
- A Clean Sweep, regia di Charles Ransom – cortometraggio (1915)
- Snap Shots, regia di Charles H. France – cortometraggio (1915)
- The Stoning, regia di Charles Brabin – cortometraggio (1915)
- An Unpaid Ransom – cortometraggio (1915)
- A Deadly Hate, regia di Richard Ridgely – cortometraggio (1915)
- His Sad Awakening, regia di Charles Ransom – cortometraggio (1915)
- The Cook's Mistake, regia di Will Louis – cortometraggio (1915)
- A Woman's Revenge, regia di Langdon West – cortometraggio (1915)
- The Landing of the Pilgrims, regia di Langdon West – cortometraggio (1915)
- Martha's Romeo, regia di Charles Ransom – cortometraggio (1915)
- Sleep, Beautiful Sleep, regia di Will Louis – cortometraggio (1915)
- Out of the Ruins, regia di Ashley Miller – cortometraggio (1915)
- The Heart of a Waif, regia di Charles Seay (Charles M. Seay) – cortometraggio (1915)
- Greater Than Art, regia di John H. Collins – cortometraggio (1915)
- The Idle Rich, regia di Charles Ransom – cortometraggio (1915)
- Count Macaroni, regia di Will Louis – cortometraggio (1915)
- Poisoned by Jealousy, regia di Langdon West – cortometraggio (1915)
- Chez le coiffeur, regia di Raoul Barré – cortometraggio (1915)
- His Convert, regia di Richard Ridgely – cortometraggio (1915)
- Cartoons in the Kitchen, regia di Raoul Barre – cortometraggio (1915)
- Jack Kennard, Coward, regia di Charles M. Seay – cortometraggio (1915)
- The House of the Lost Court, regia di Charles Brabin (1915)
- With Bridges Burned, regia di Ashley Miller – cortometraggio (1915)
- A Sad Dog's Story, regia di Richard Ridgely – cortometraggio (1915)
- Her Proper Place, regia di Langdon West – cortometraggio (1915)
- An Innocent Thief, regia di Charles M. Seay – cortometraggio (1915)
- Nearly a Scandal, regia di Charles Ransom – cortometraggio (1915)
- The Struggle Upward – cortometraggio (1915)
- His Peasant Princess – cortometraggio (1915)
- Their Own Ways, regia di Charles M. Seay – cortometraggio (1915)
- Chinks and Chickens, regia di Charles Ransom – cortometraggio (1915)
- The Wrong Woman, regia di Richard Ridgely – cortometraggio (1915)
- A Hazardous Courtship, regia di Will Louis – cortometraggio (1915)
- Sally Castleton, Southerner, regia di Langdon West – cortometraggio (1915)
- All Cooked Up, regia di Charles Ransom – cortometraggio (1915)
- The Man Who Could Not Sleep, regia di John H. Collins – cortometraggio (1915)
- According to Their Lights, regia di Eugene Nowland – cortometraggio (1915)
- The Dumb Wooing, regia di Will Louis – cortometraggio (1915)
- The Test, regia di James W. Castle – cortometraggio (1915)
- A Chip of the Old Block, regia di James W. Castle – cortometraggio (1915)
- Up in the Air, regia di Will Louis – cortometraggio (1915)
- Cohen's Luck, regia di John H. Collins - mediometraggio (1915)
- McQuade of the Traffic Squad, regia di Eugene Nowland – cortometraggio (1915)
- Cartoons in the Parlor, regia di Raoul Barre – cortometraggio (1915)
- The Working of a Miracle, regia di Ashley Miller – cortometraggio (1915)
- The Corporal's Daughter, regia di Will Louis – cortometraggio (1915)
- A Sport of Circumstances, regia di Will Louis – cortometraggio (1915)
- Through Turbulent Waters, regia di Duncan McRae – cortometraggio (1915)
- The Breaks of the Game, regia di Eugene Nowland – cortometraggio (1915)
- Cartoons in the Hotel, regia di Raoul Barre – cortometraggio (1915)
- The Tragedies of the Crystal Globe, regia di Richard Ridgely – cortometraggio (1915)
- Was It Her Duty? – cortometraggio (1915)
- It May Be You, regia di Will Louis – cortometraggio (1915)
- Eugene Aram, regia di Richard Ridgely - mediometraggio (1915)
- The Scar of Conscience, regia di Eugene Nowland – cortometraggio (1915)
- Cartoons in the Laundry, regia di Raoul Barré – cortometraggio (1915)
- Her Vocation, regia di James W. Castle – cortometraggio (1915)
- For His Mother, regia di Harry Beaumont – cortometraggio (1915)
- A Change for the Better, regia di Will Louis – cortometraggio (1915)
- On Dangerous Paths, regia di John H. Collins - mediometraggio (1915)
- The Secret of the Cellar, regia di James W. Castle – cortometraggio (1915)
- Poor Baby, regia di Will Louis – cortometraggio (1915)
- The Bedouin's Sacrifice, regia di Harry Beaumont – cortometraggio (1915)
- Not Much Force, regia di Will Louis – cortometraggio (1915)
- June Friday, regia di Duncan McRae - mediometraggio (1915)
- Not Wanted, regia di Langdon West – cortometraggio (1915)
- Food for Kings and Riley, regia di Will Louis – cortometraggio (1915)
- The King of the Wire, regia di Ashley Miller – cortometraggio (1915)
- A Sprig of Shamrock, regia di Harry Beaumont – cortometraggio (1915)
- Cartoons on Tour, regia di Raoul Barre – cortometraggio (1915)
- Shadows from the Past, regia di Richard J. Ridgely – cortometraggio (1915)
- On the Wrong Track, regia di Harry Beaumont – cortometraggio (1915)
- Clothes Make the Man, regia di Will Louis (1915)
- The Slavey Student, regia di John H. Collins (1915)
- Matilda's Fling, regia di Will Louis (1915)
- The Simp and the Sophomores, regia di Will Louis (1915)
- The Way Back, regia di Carlton King (Carlton S. King) - mediometraggio
- Across the Great Divide, regia di Edward C. Taylor (1915)
- Sur la plage, regia di Raoul Barre (1915)
- What Happened on the Barbuda, regia di Langdon West – cortometraggio (1915)
- Breaking the Shackles, regia di Carlton S. King – cortometraggio (1915)
- The Silent Tongue, regia di Will Louis – cortometraggio (1915)
- Ranson's Folly, regia di Richard Ridgley (1915)
- The Call of the City, regia di Harry Beaumont (1915)
- Cartoons in a Seminary, regia di Raoul Barre (1915)
- Her Happiness, regia di Harry Beaumont (1915)
- When Conscience Sleeps, regia di Edward C. Taylor – cortometraggio (1915)
- The Parson's Horse Race, regia di George Lessey – cortometraggio (1915)
- The Ploughshare, regia di John H. Collins - mediometraggio (1915)
- The Butler, regia di George Ridgwell (1915)
- Vanity Fair, regia di Charles Brabin e Eugene Nowland (1915)
- Black Eyes, regia di Will Louis (1915)
- An Unwilling Thief, regia di Langdon West (1915)
- The Manufacture of Coin (1915)
- The Widow's Breezy Suit, regia di Will Louis (1915)
- The Magic Skin, regia di Richard Ridgely (1915)
- Gladiola, regia di John H. Collins (1915)
- The Little Saleslady, regia di Edward C. Taylor (1915)
- Cartoons in the Country, regia di Raoul Barré (1915)
- The Land of Adventure, regia di Harry Beaumont (1915)
- The Broken Word, regia di Frank McGlynn Sr. – cortometraggio (1915)
- The Seventh Day, regia di Will Louis (1915)
- The Mystery of Room 13, regia di George Ridgwell (1915)
- The Yardville Folks  (1915)
- Niagara Falls (1915)
- The Parson's Button Matcher, regia di Will Louis (1915)
- Friend Wilson's Daughter, regia di Langdon West – cortometraggio (1915)
- Waifs of the Sea, regia di Frank McGlynn Sr. – cortometraggio  (1915)
- Children of Eve, regia di John H. Collins (1915)
- Cartoons on a Yacht, regia di Raoul Barré (1915)
- The Truth About Helen, regia di Frank McGlynn Sr. (1915)
- A Broth of a Boy  – cortometraggio (1915)
- His Wife's Sweetheart, regia di Will Louis – cortometraggio (1915)
- A Child in Judgment, regia di Carlton S. King (1915)
- The Black Eagle (1915)
- Cartoons in a Sanitarium, regia di Raoul Barre – cortometraggio (1915)
- The Ring of the Borgias, regia di Langdon West - mediometraggio (1915)
- Roses of Memory, regia di Edward C. Taylor – cortometraggio (1915)
- The Magistrate's Story, regia di Langdon West – cortometraggio (1915)
- Life's Pitfalls, regia di George Ridgwell (1915)
- The Sufferin' Baby, regia di Will Louis (1915)
- Microscopic Pond Life (1915)
- The Destroying Angel, regia di Richard Ridgely (1915)
- Mary, regia di Langdon West (1915)
- Her Inspiration, regia di Frank McGlynn Sr. – cortometraggio (1915)
- Faith and Fortune, regia di Frank McGlynn Sr. (1915)
- The Lone Game, regia di Edward C. Taylor – cortometraggio (1915)
- History of the Big Tree – documentario, cortometraggio (1915)
- Hicks in Nightmareland, regia di Raoul Barre – cortometraggio (1915)
- Black's Mysterious Box, regia di Raoul Barré – cortometraggio (1915)
- The Hand of the Law, regia di Edward C. Taylor – cortometraggio (1915)
- Santa Claus vs. Cupid, regia di Will Louis – cortometraggio (1915)
- Blade o' Grass, regia di Burton George – cortometraggio (1915)
- The Matchmakers, regia di George Ridgwell – cortometraggio (1915)

## 1916
- The Resurrection of Dan Packard, regia di Frank Smithson (1916)
- R.F.D. 10,000 B.C., regia di Willis H. O'Brien – cortometraggio (1916)
- The Catspaw, regia di George A. Wright (1916)
- The Innocence of Ruth, regia di John H. Collins (1916)
- When Love Is King, regia di Ben Turbett (1916)
- The Real Dr. Kay, regia di Will Louis – cortometraggio (1916)
- Celeste of the Ambulance Corps, regia di Burton George – cortometraggio (1916)
- A Mix-Up in Black, regia di Will Louis – cortometraggio (1916)
- The Littlest Magdalene, regia di Burton George – cortometraggio (1916)
- Robbing the Fishes, regia di Will Louis – cortometraggio (1916)
- The Coward's Code, regia di Frank McGlynn Sr. – cortometraggio (1916)
- The Adventures of Tom the Tamer and Kid Kelly, regia di Raoul Barre – cortometraggio (1916)
- The Story of Cook vs. Chef and Hicks in Nightmareland, regia di Raoul Barré (1916)
- Helen of the Chorus, regia di George Ridgwell – cortometraggio (1916)
- Love's Labors Lost, regia di Raoul Barre – cortometraggio (1916)
- Camping with the Black Feet – cortometraggio, documentario (1916)
- The Heart of the Hills, regia di Richard Ridgely (1916)
- The Cossack Whip, regia di John H. Collins (1916)
- The Martyrdom of Philip Strong, regia di Richard Ridgely (1916)
- A Message to Garcia, regia di Richard Ridgely (1916)

## 1917
- One Kind of Wireless
- Down the old Potomac
- The Half Back
- Farmer Al Falfa's Wayward Pup
- The Star Spangled Banner, regia di Edward H. Griffith (1917)
- Gallegher, regia di Ben Turbett (1917)
- T. Haviland Hicks, Freshman
- Your Obedient Servant
- The Awakening of Ruth
- The Story That the Keg Told Me
- The Apple-Tree Girl
- Friends, Romans and Leo
- Cy Whittaker's Ward
- The Courage of the Common Place
- Salt of the Earth, regia di Saul Harrison (1917)

## 1918
- The Unbeliever, regia di Alan Crosland (1918)
- The Matinee Girl, regia di Jack Eaton (1918)
- The Wall Invisible, regia di Bernard J. Durning (1918)

## 1919
- The Unwritten Code, regia di Bernard J. Durning (1919)